# Naturpark Wildeshausener Geest

Naturpark Wildeshausener Geest  of Naturpark Wildeshauser Geest is een Naturpark (ongeveer een landschapspark) in Duitsland, in de deelstaat Nedersaksen, 25–40 km ten zuiden van Bremen. Het heeft een oppervlakte van ca. 1532 km².
Het gebied wordt bestuurd door een speciaal daarvoor in het leven geroepen overkoepelende, ambtelijke instantie met de naam Zweckverband Naturpark Wildeshauser Geest. Deze instantie regisseert de organisatie van het toerisme in het gebied en onderhandelt tussen partijen als er belangenconflicten tussen toerisme, landbouw en natuurbehoud ontstaan. In het Zweckverband participeren de Kreise en de gemeenten, waarvan grondgebied binnen het Naturpark ligt.

## Ligging
Het Naturpark Wildeshausener Geest ligt in de deelstaat Nedersaksen, ten zuiden van Bremen en Delmenhorst, ten oosten van Cloppenburg, ten westen van Bassum en Twistringen en ten noorden van Vechta. Het wordt doorsneden door het riviertje de Hunte en een aantal beken. De spoorlijn van Oldenburg naar Osnabrück doorsnijdt in Großenkneten het westen van het Naturpark.
Autobahnaansluitingen zijn er van de A1 en de A29; deze splitst zich aan de westkant van het gebied bij Autobahndreieck Ahlhorner Heide aan de westrand van de Wildeshauser Geest van de A1 af.
In het gebied liggen o.a. de plaatsen:
- Wildeshausen
- Syke
- Harpstedt
- Visbek
- Großenkneten
- Ahlhorn, gemeente Großenkneten

## Landschap
Het Naturpark Wildeshausener Geest wordt gekenmerkt door zandige, onvruchtbare, van oorsprong met heide begroeide gebieden, wat in het Duits Geest wordt genoemd. Het woord Geest komt van güst, onvruchtbaar. Het landschap doet sterk aan dat in de Nederlandse provincie Drenthe denken, mede vanwege de hunebedden.
In het Pleistoceen ontwikkelden zich door gletsjers van de ijstijden morenen, die zwerfstenen uit onder andere Scandinavië achterlieten. Ook waren er periodes waarin zich de heuvels van de stuwwallen ontwikkelden, op analoge manier als op de Veluwe in Nederland. Riviertjes zoals de Hunte vormden vochtiger gebieden en slepen ondiepe dalen uit. In het westen van het gebied bevinden zich de aan de Lethe gelegen Ahlhorner Fischteiche (visvijvers).
In de Jonge Steentijd hebben hier mensen van de Trechterbekercultuur (3200-2500 v.Chr.) geleefd. Zij zetten hun doden bij in megalietgraven, zoals ganggraven en hunebedden. 
Evenals in Drenthe, zijn een aantal van die monumenten verloren gegaan, doordat men de stenen in de periode vanaf de 8e eeuw, toen Saksische stammen hier woonden, tot in de 19e eeuw als bouwmateriaal gebruikte.
Vanaf de 19e eeuw ontwikkelde zich historisch besef om de prehistorische monumenten te behouden en soms zelfs te reconstrueren.
Beroemde monumenten zijn onder andere de Visbeker Braut, de Visbeker Bräutigam, het Pestruper Grafveld bij Wildeshausen  en de Heidenopfertisch.

## Gebruik van het gebied
In het gebied is vrij veel toerisme, gericht op met name fietsen, wandelen en watersport op de Hunte, maar ook op cultureel toeristisch bezoek aan de vele hunebedden. Door het gebied loopt de Straße der Megalithkultur, die van informatiepanelen e.d. over deze monumenten is voorzien. Het gebied wordt veel bezocht door dag- en weekendtoeristen uit de steden Bremen en Delmenhorst. Door het gebied lopen ook enige toeristische spoorlijntjes (Museumseisenbahnen).
Daarnaast zijn land- en bosbouw van belang. Bestaande industrie wordt, mits deze het milieu niet te veel belast, gedoogd.

## Afbeeldingen

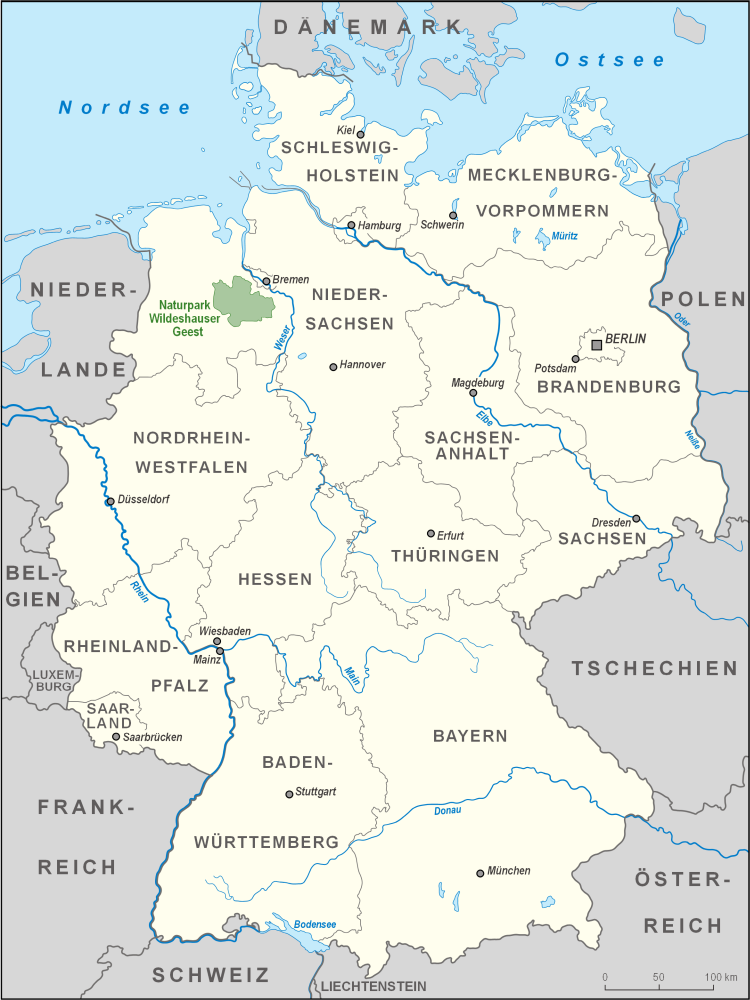
Ligging Naturpark Wildeshauser Geest in Duitsland
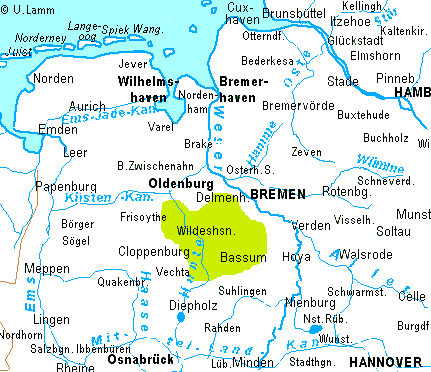
Ligging Naturpark Wildeshauser Geest in de regio

### Hunebedden en andere megalitische monumenten

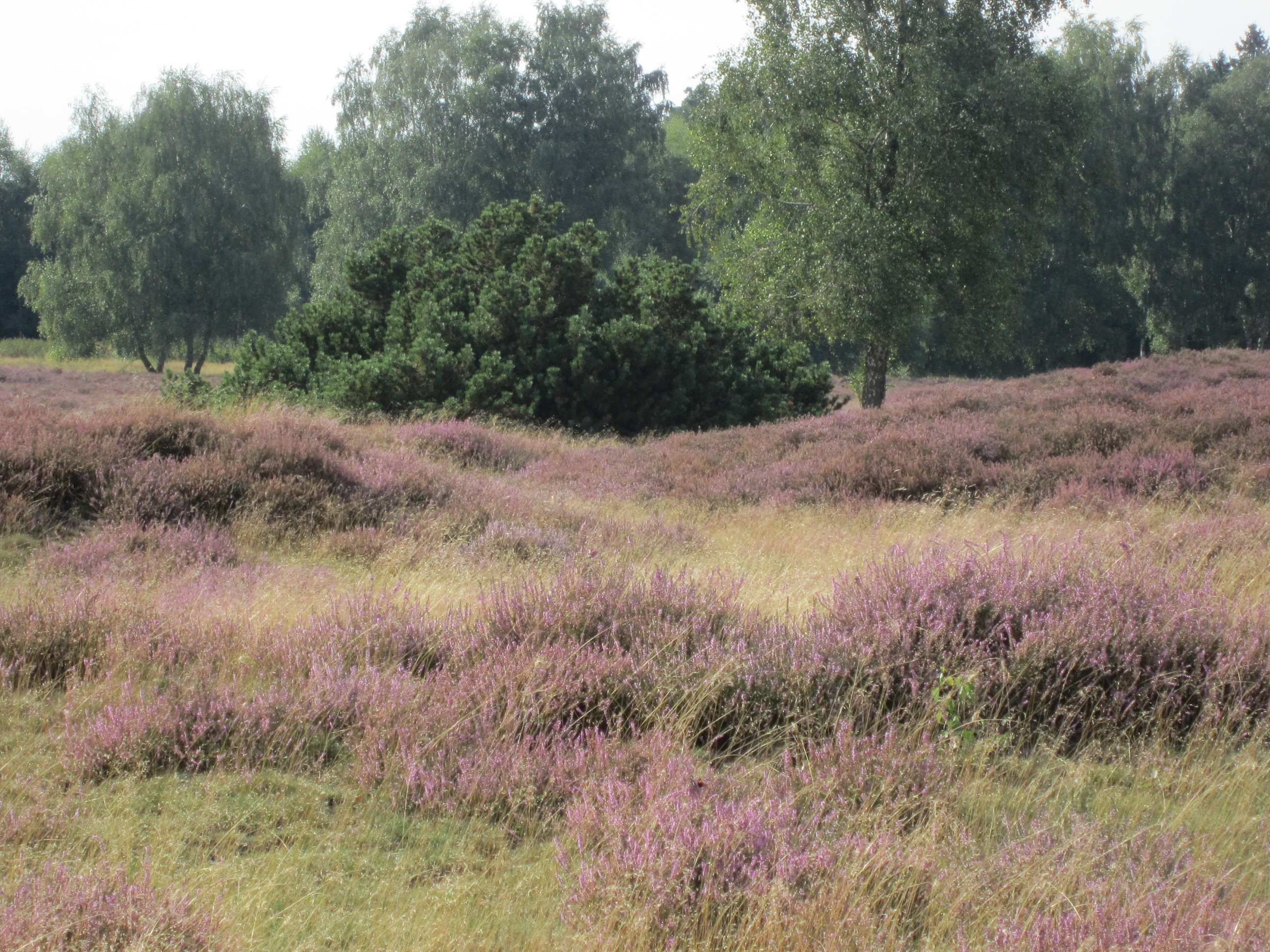
Pestruper Grafveld bij Wildeshausen
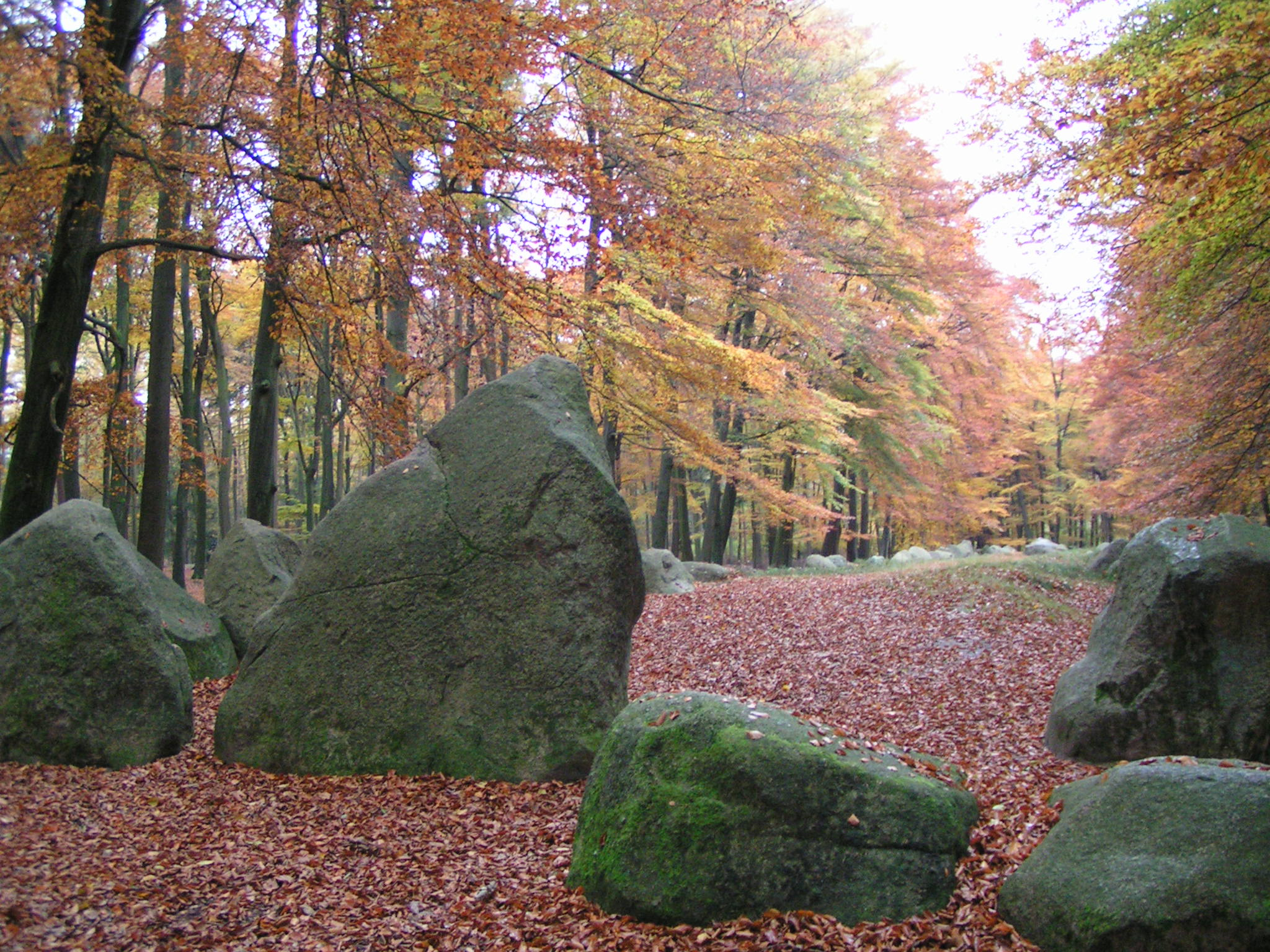
Megaliet Visbeker Bräutigam bij Ahlhorn gem. Großenkneten
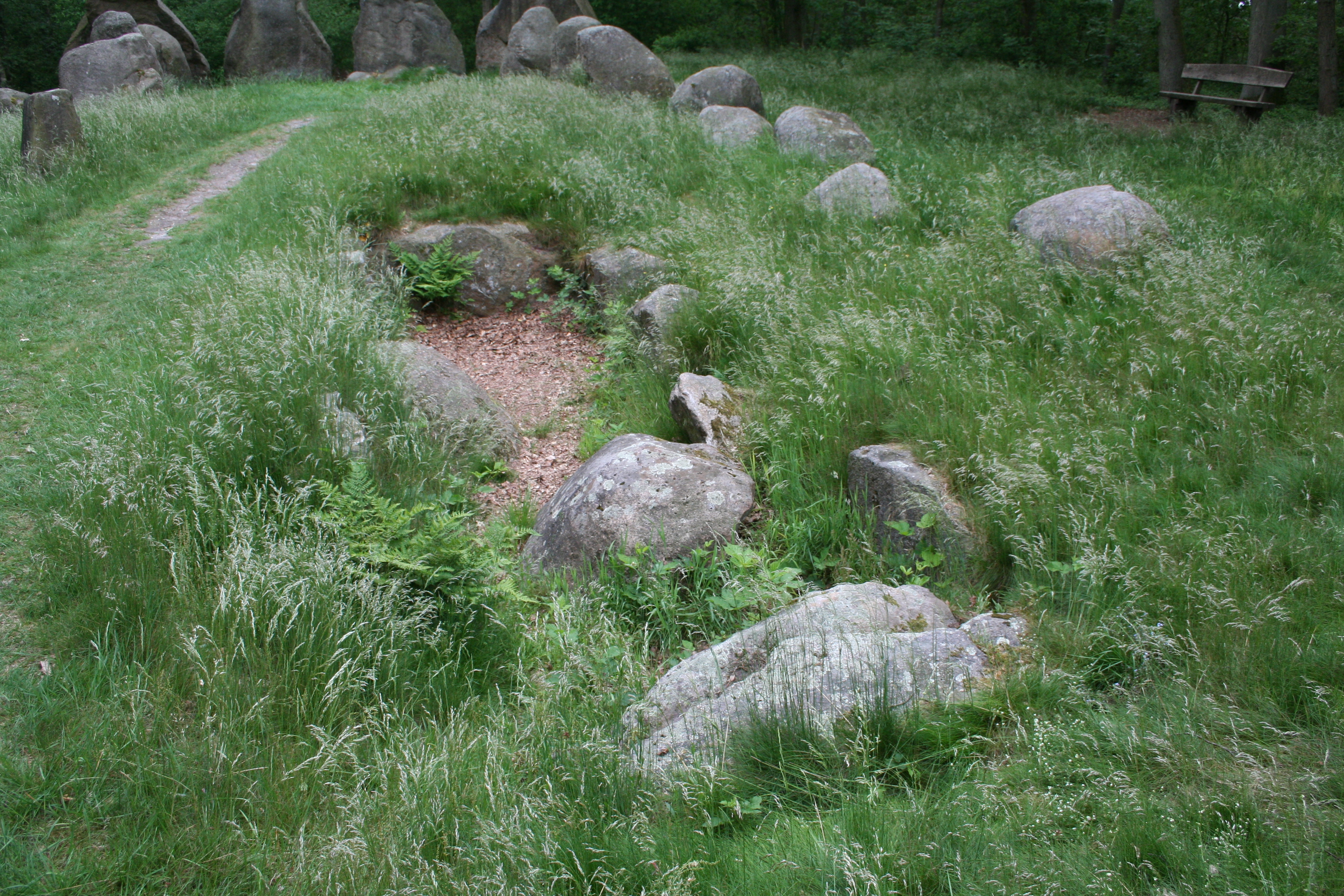
Megaliet Visbeker Braut bij Aumühle gem. Wildeshausen
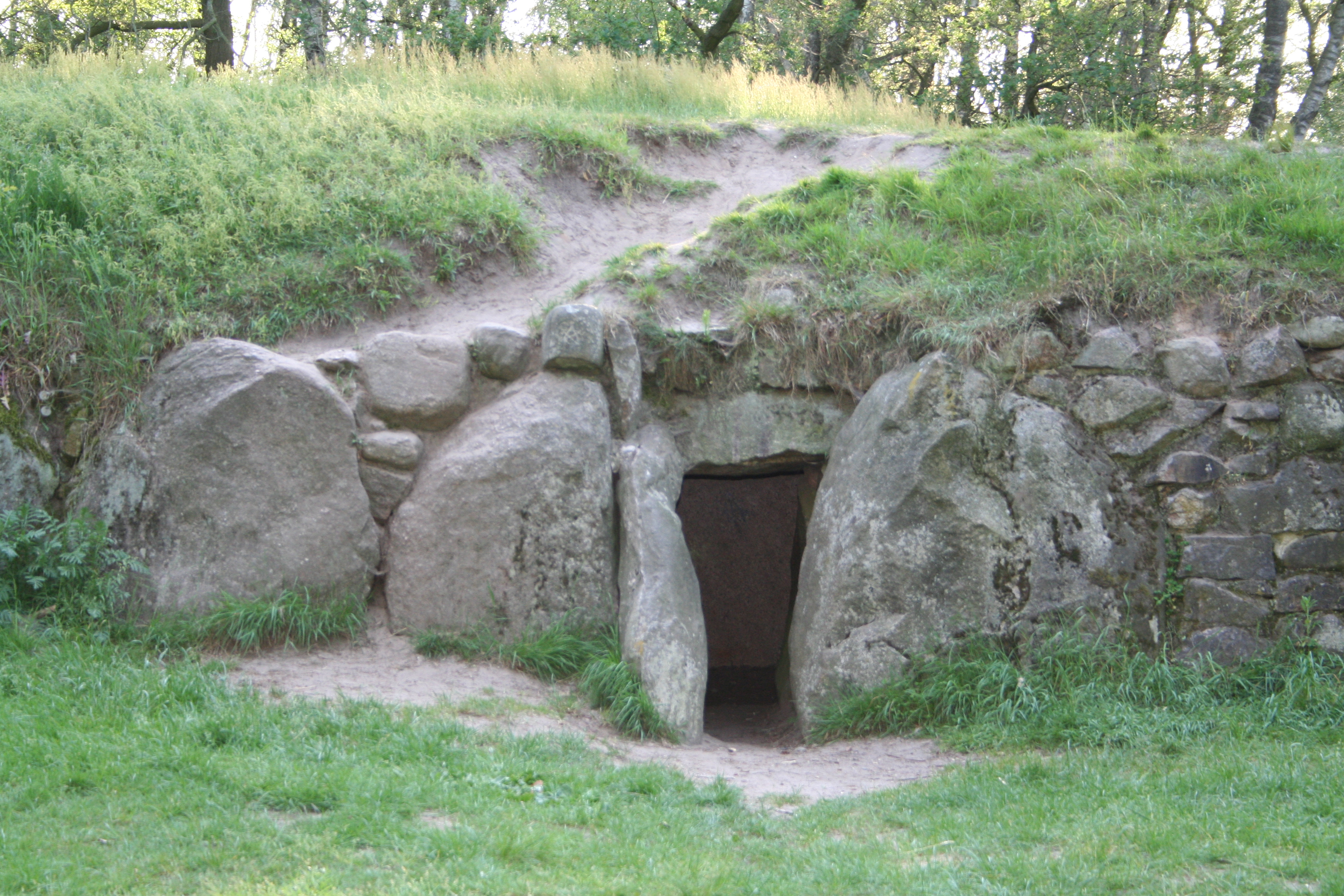
Megalietgraf Kleinenkneten 1

### Restanten van middeleeuwse verdedigingswerken, kastelen e.d.

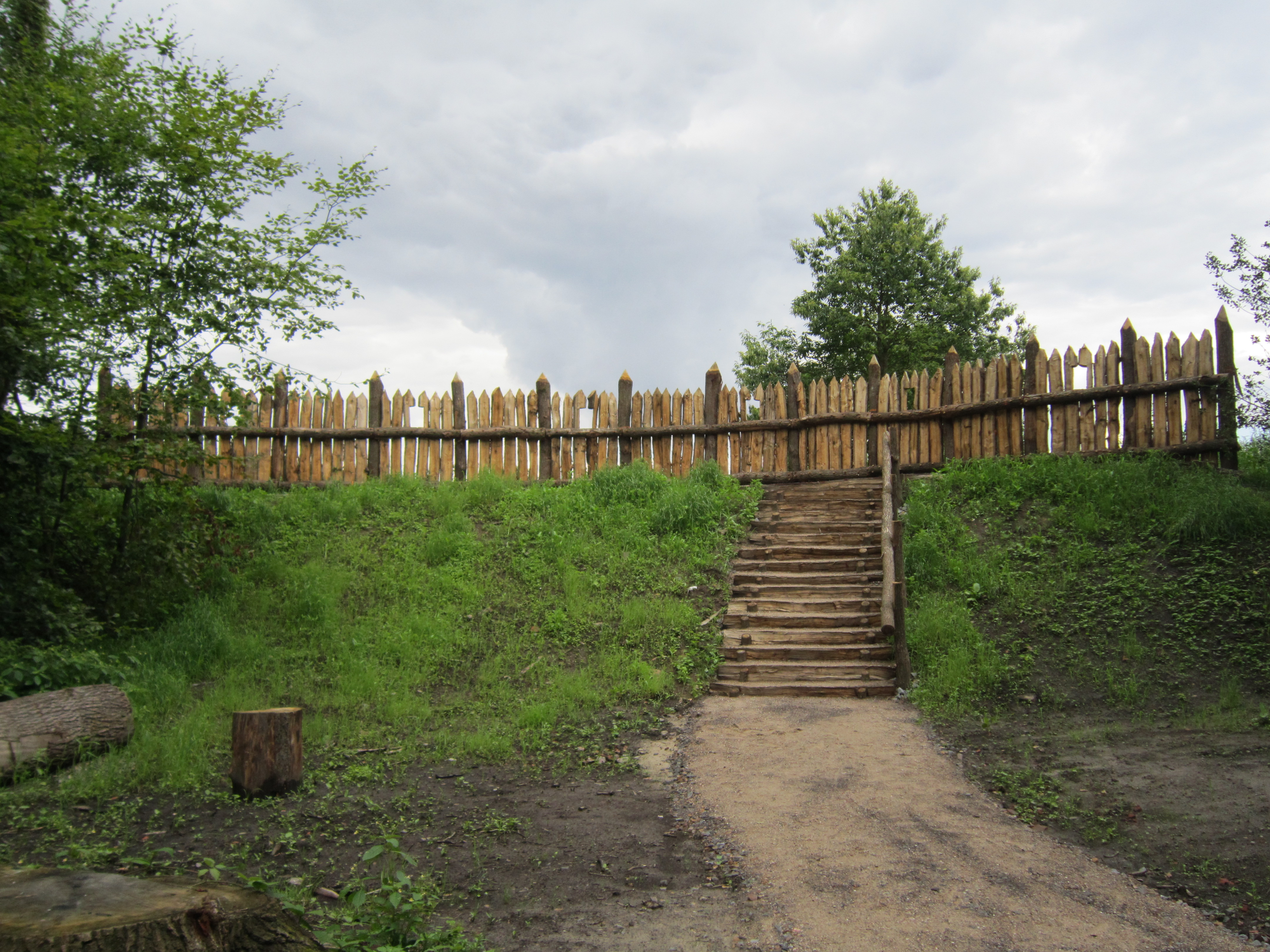
Arkeburg: Palisade op de buitenste walring (oostzijde)
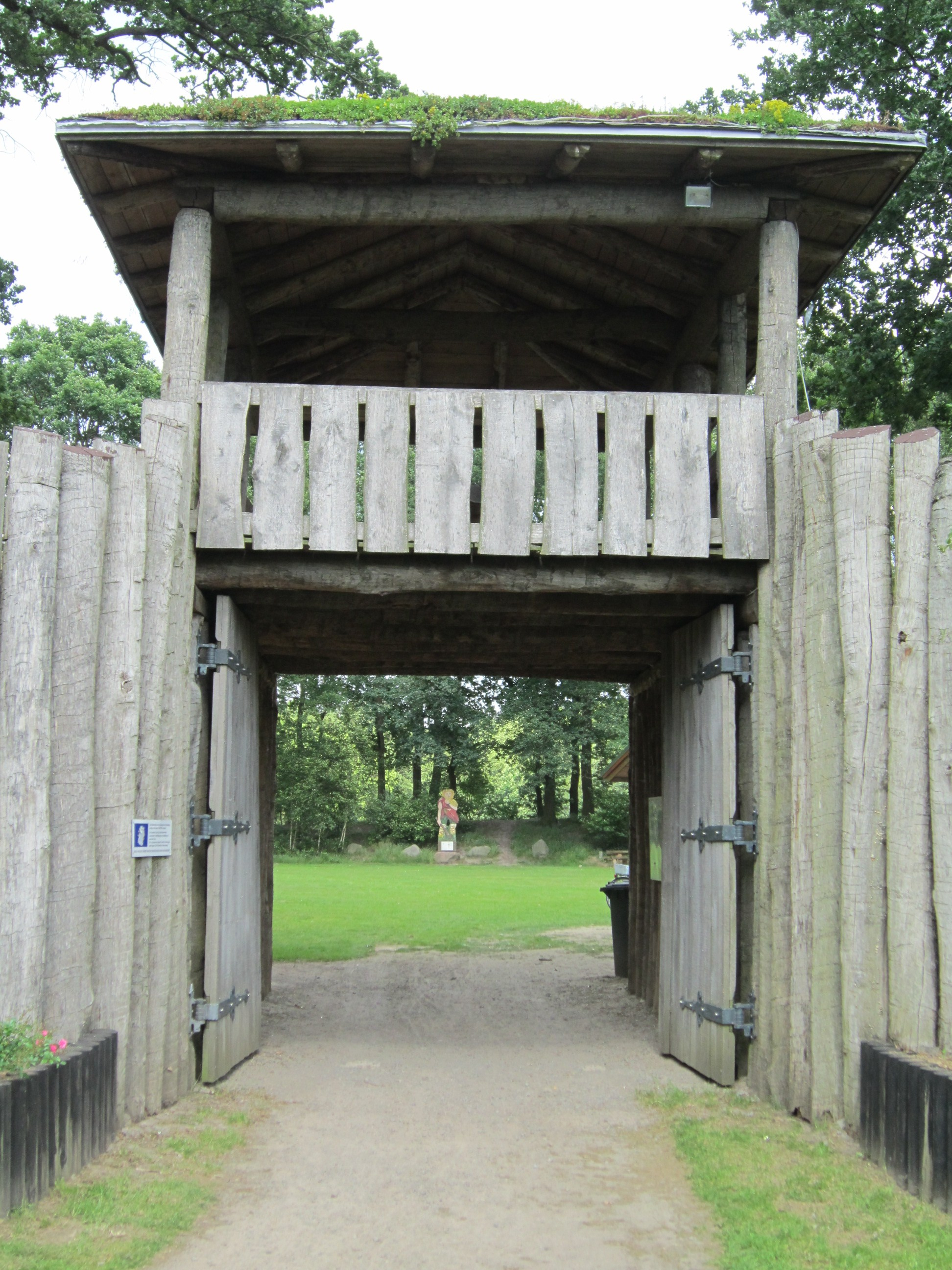
Toegangspoort van de Hünenburg in Stöttinghausen

### Rivieren, meren, waterwerken e.d.

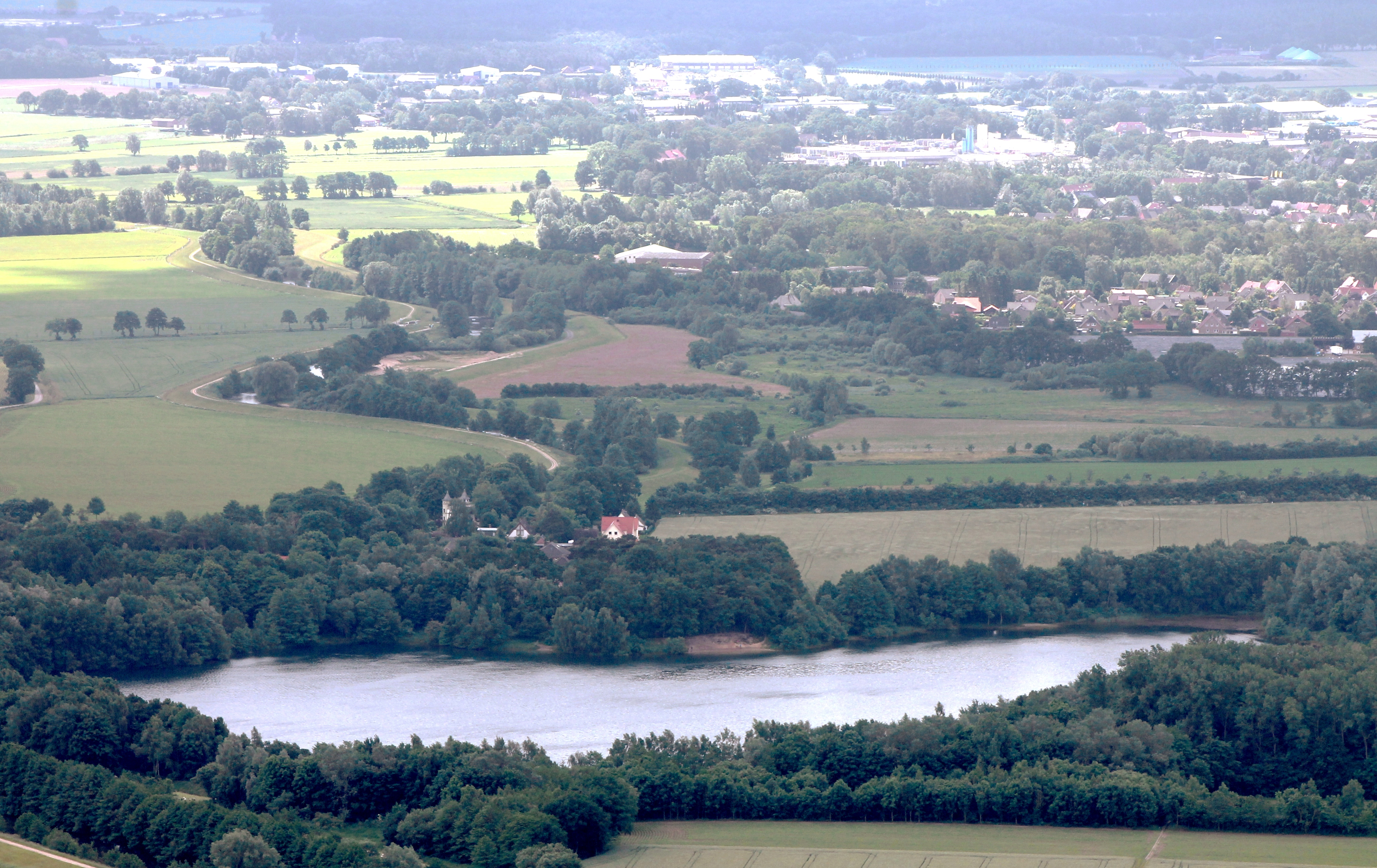
Tilly-meertje bij Wardenburg
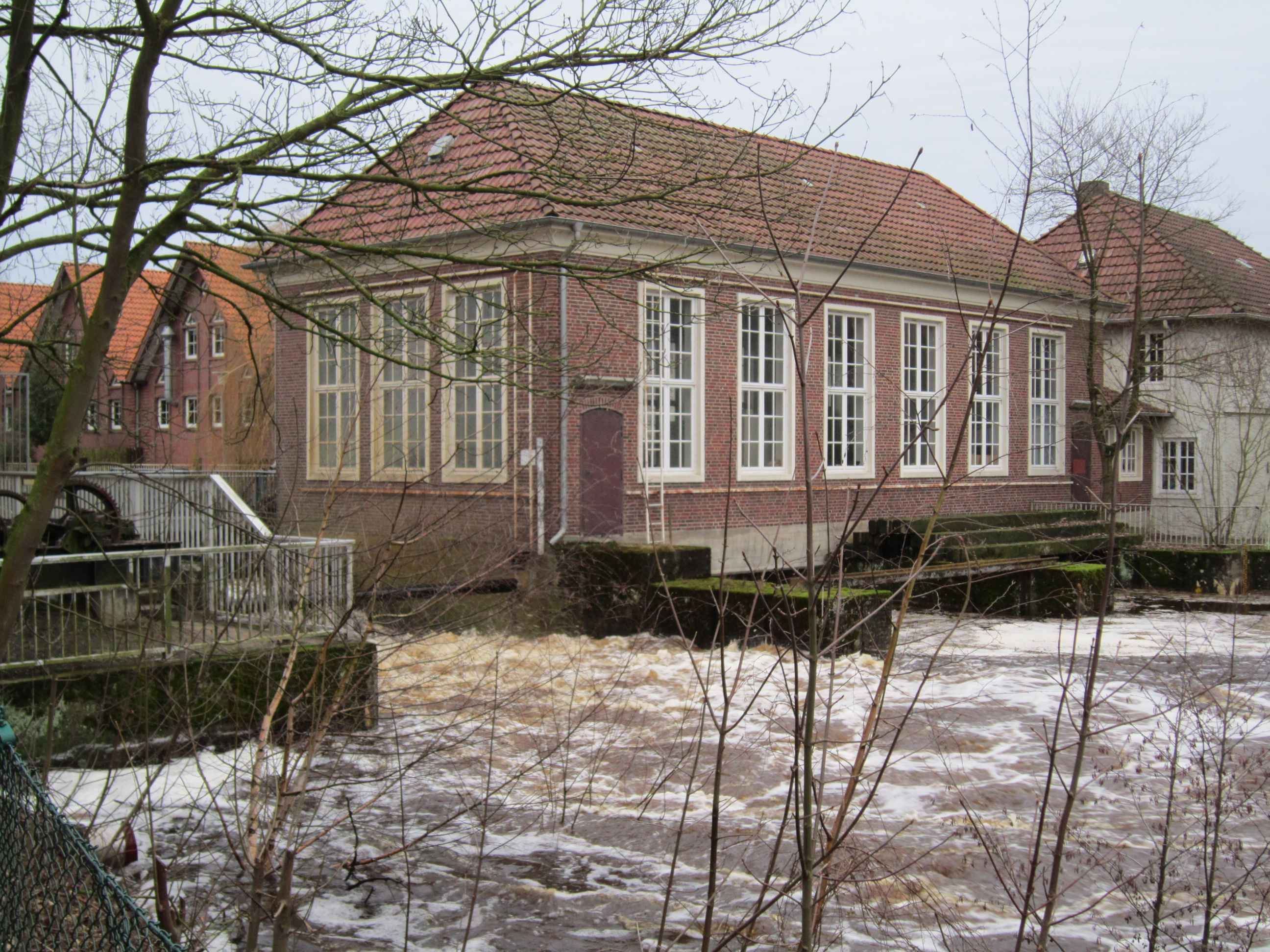
Waterkrachtcentrale  Wildeshausen in de Hunte bij hoog water
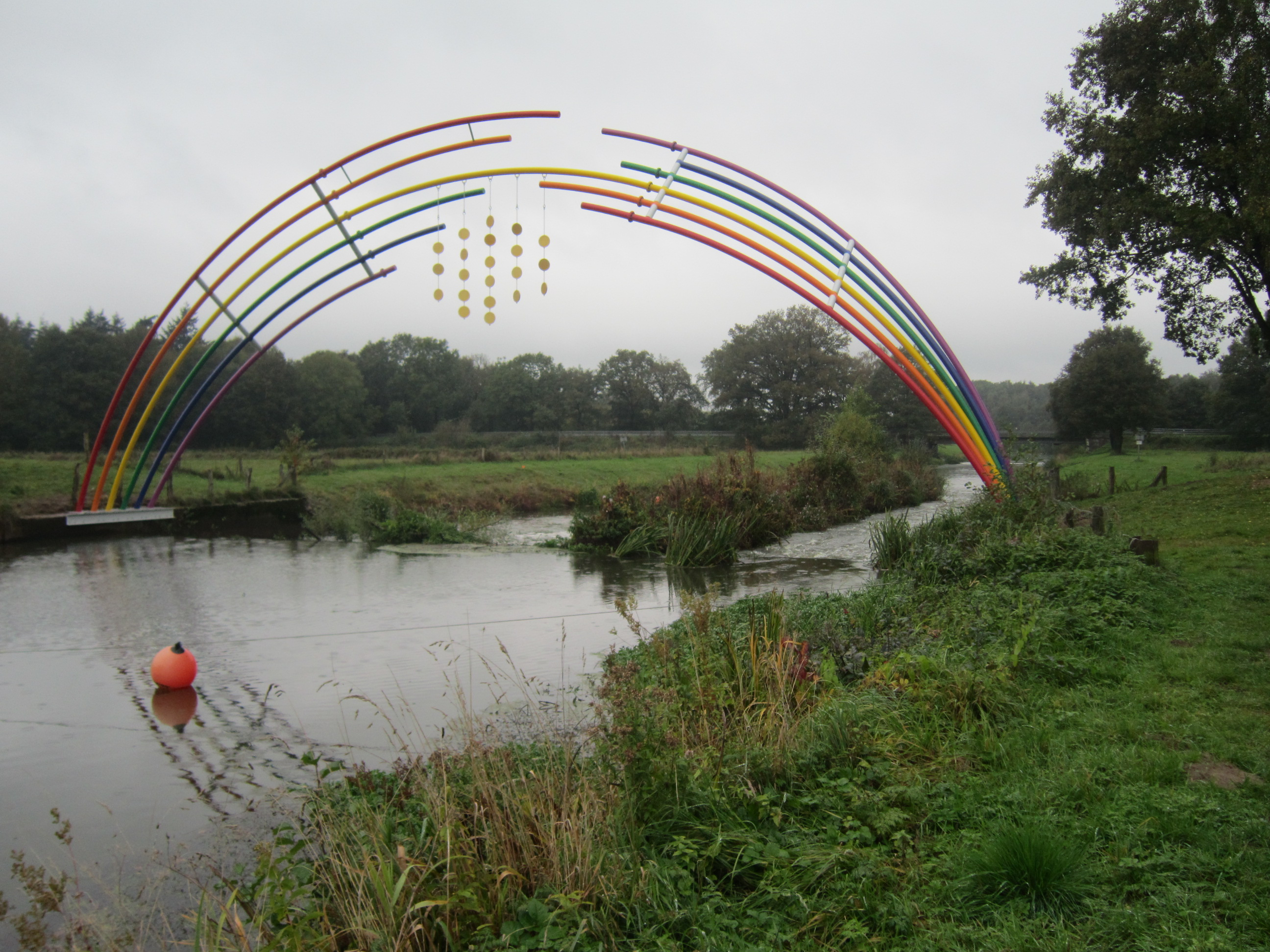
Stalen sculptuur  „Goldregen“ boven de Hunte tussen Goldenstedt en Twistringen
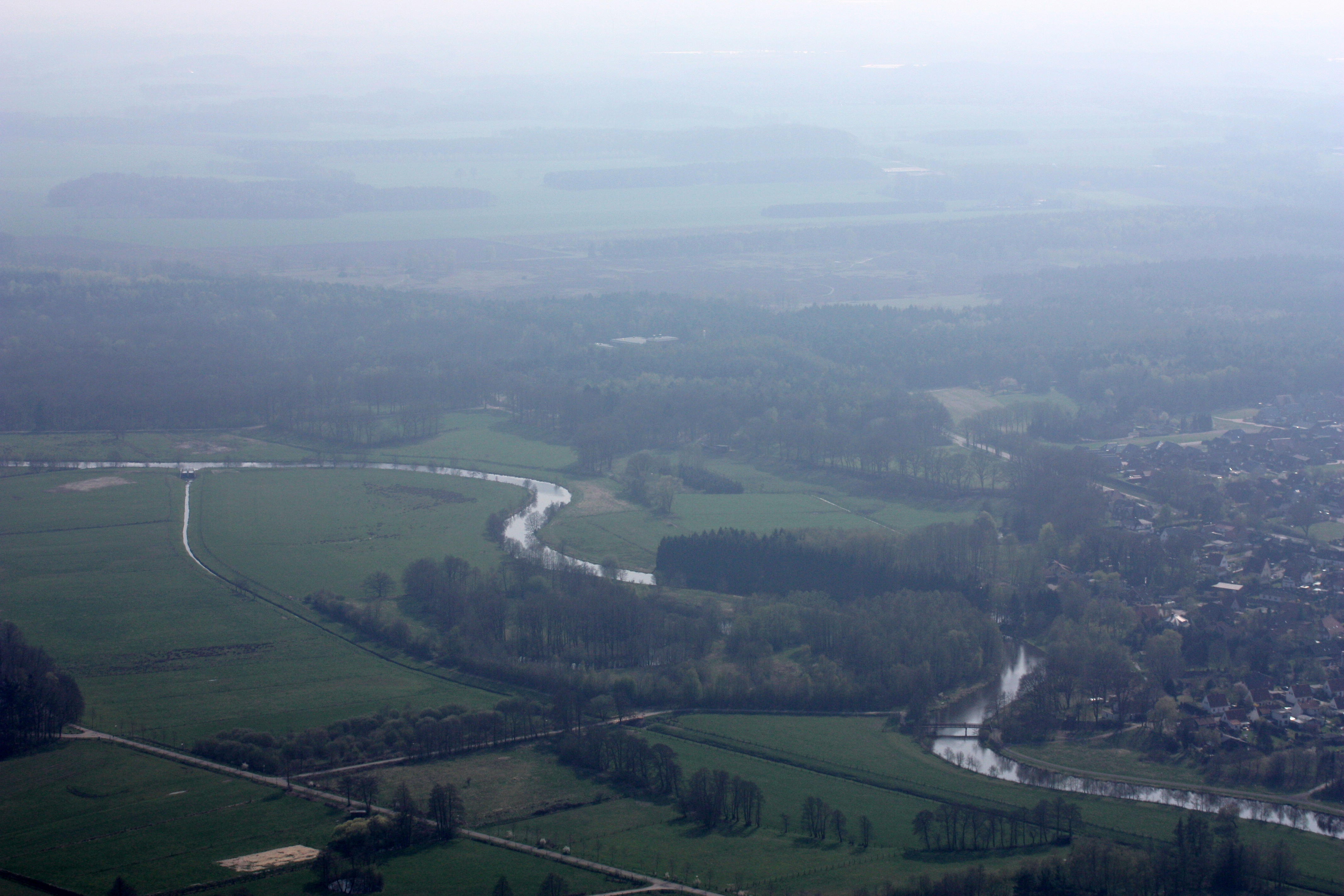
Dal van de Delme[1] bij Harpstedt
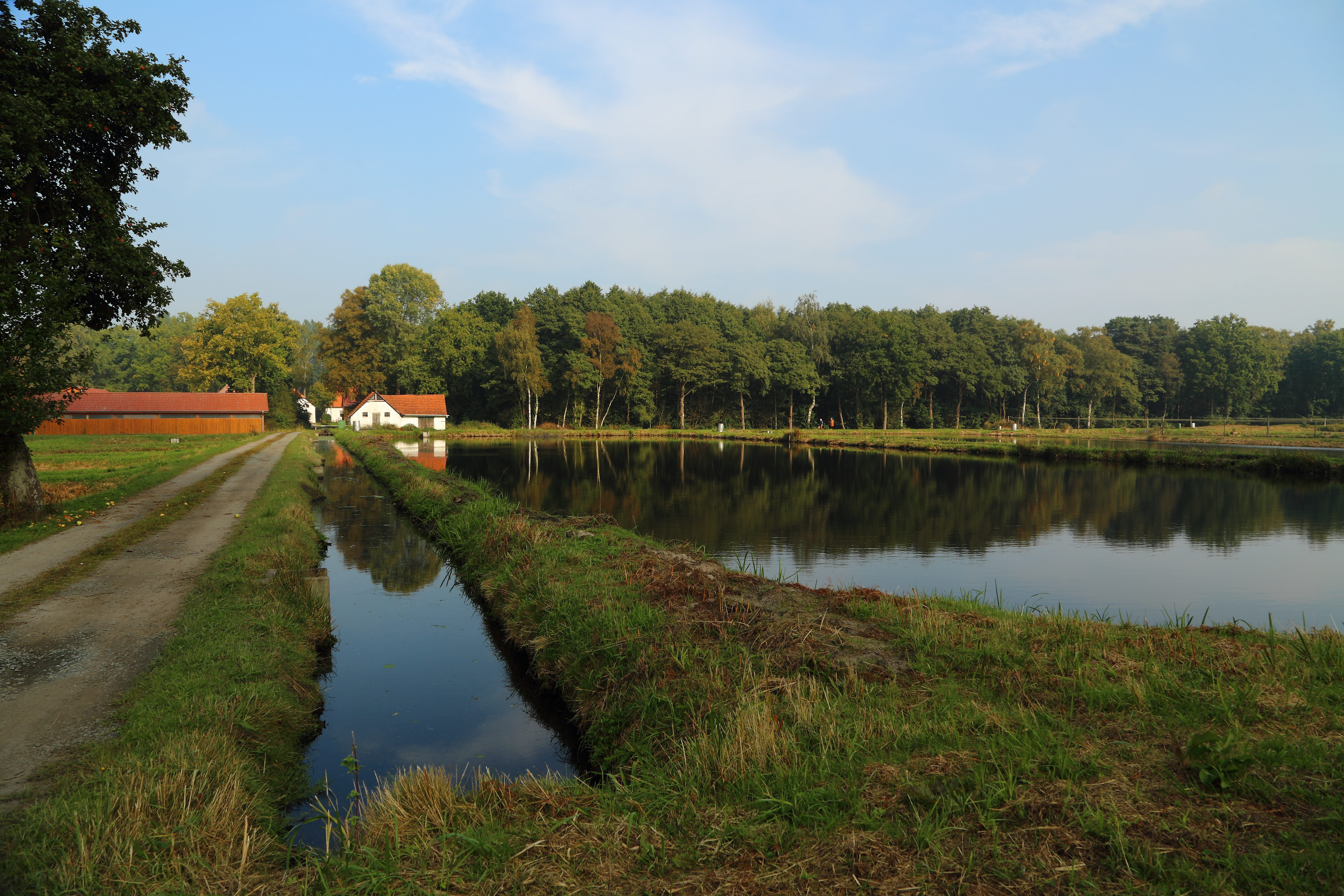
Ahlhorner visvijvers
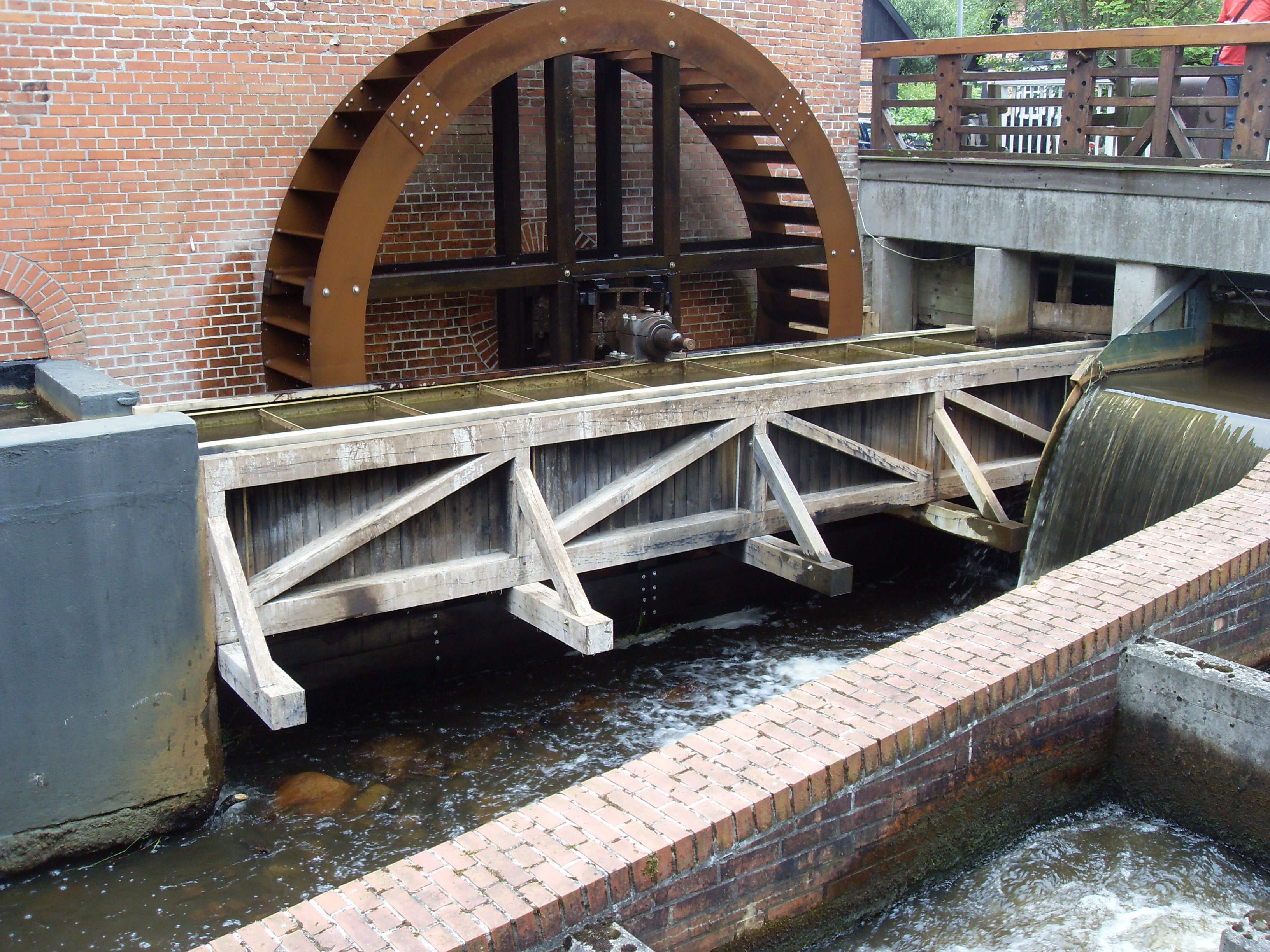
Vistrap bij de watermolen Heiligenrode
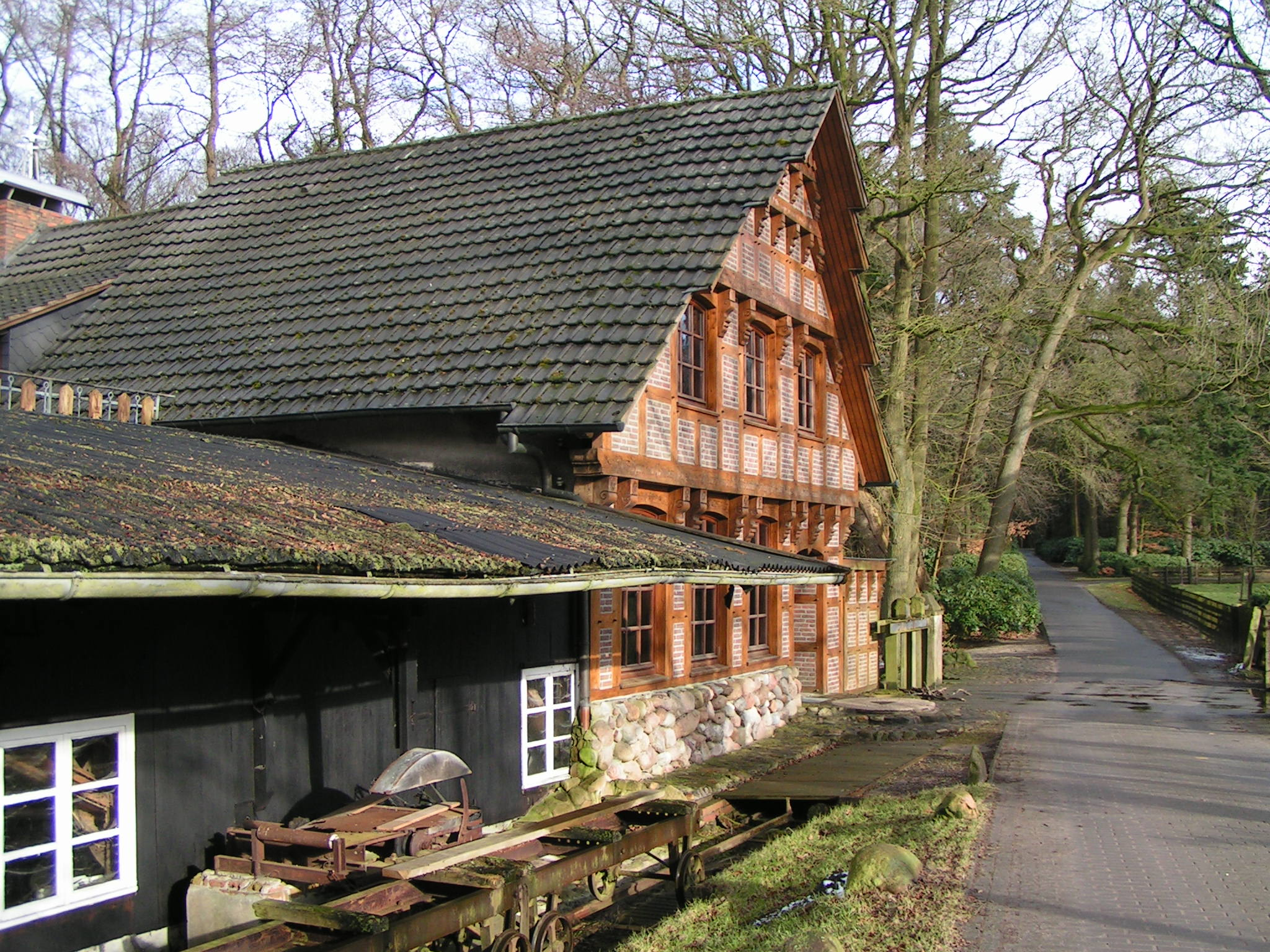
Watermolen Kokenmühle in Endel
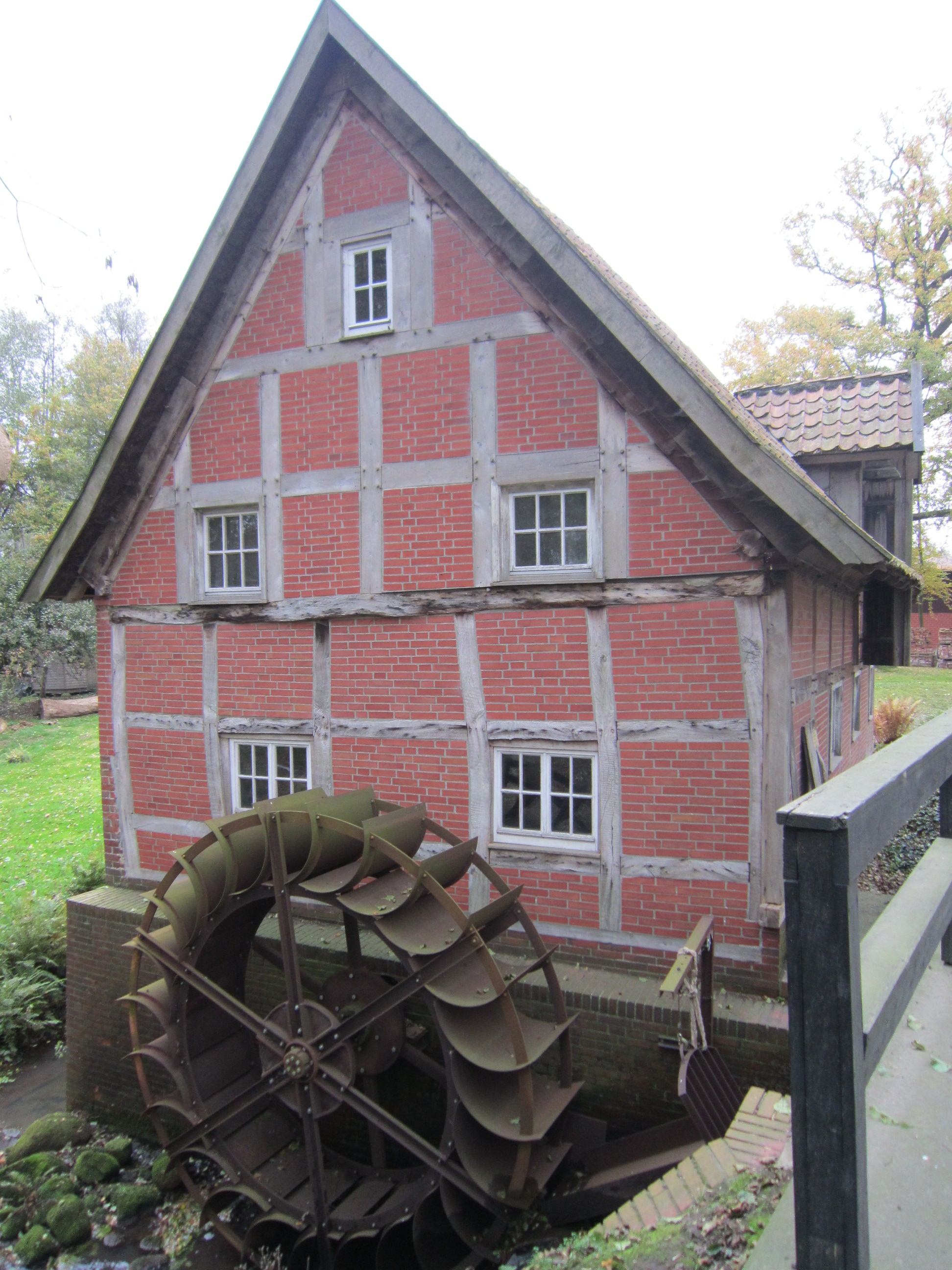
Watermolen  Heinefelde
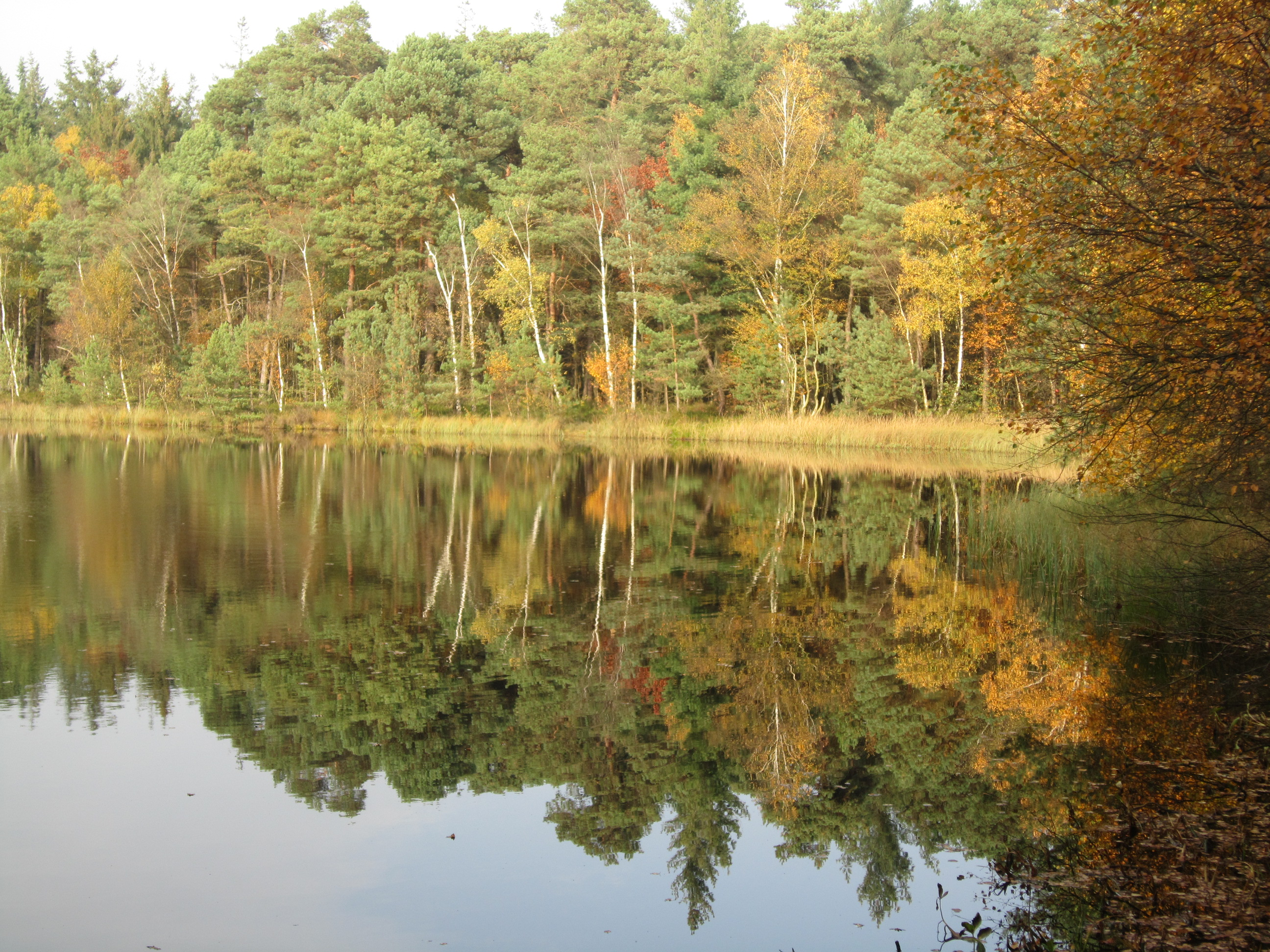
Diana-meer aan de Lethe, gem. Emstek, een van de Ahlhorner Fischteiche

### Steden, dorpen, bijzondere gebouwen

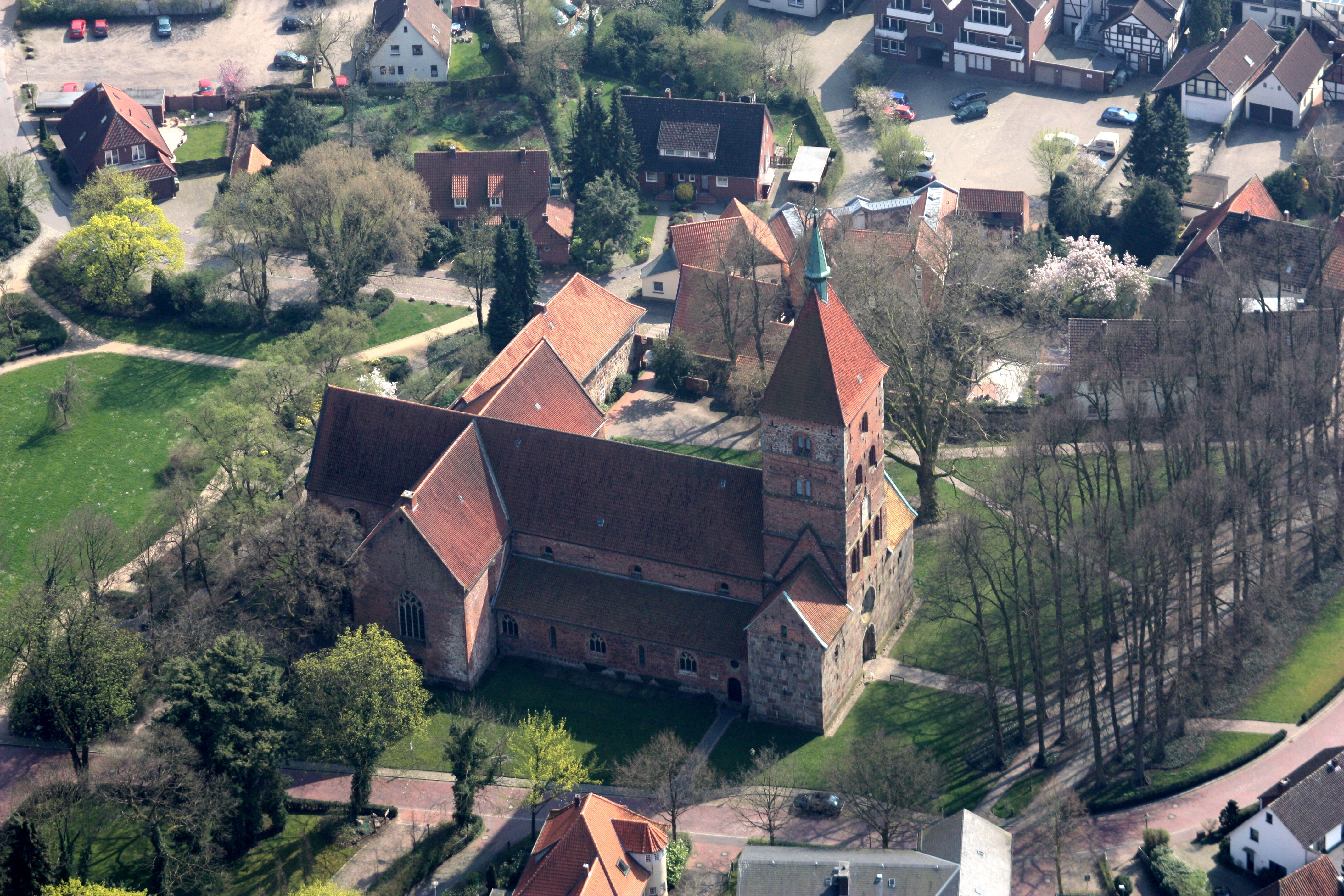
Alexanderkerk Wildeshausen
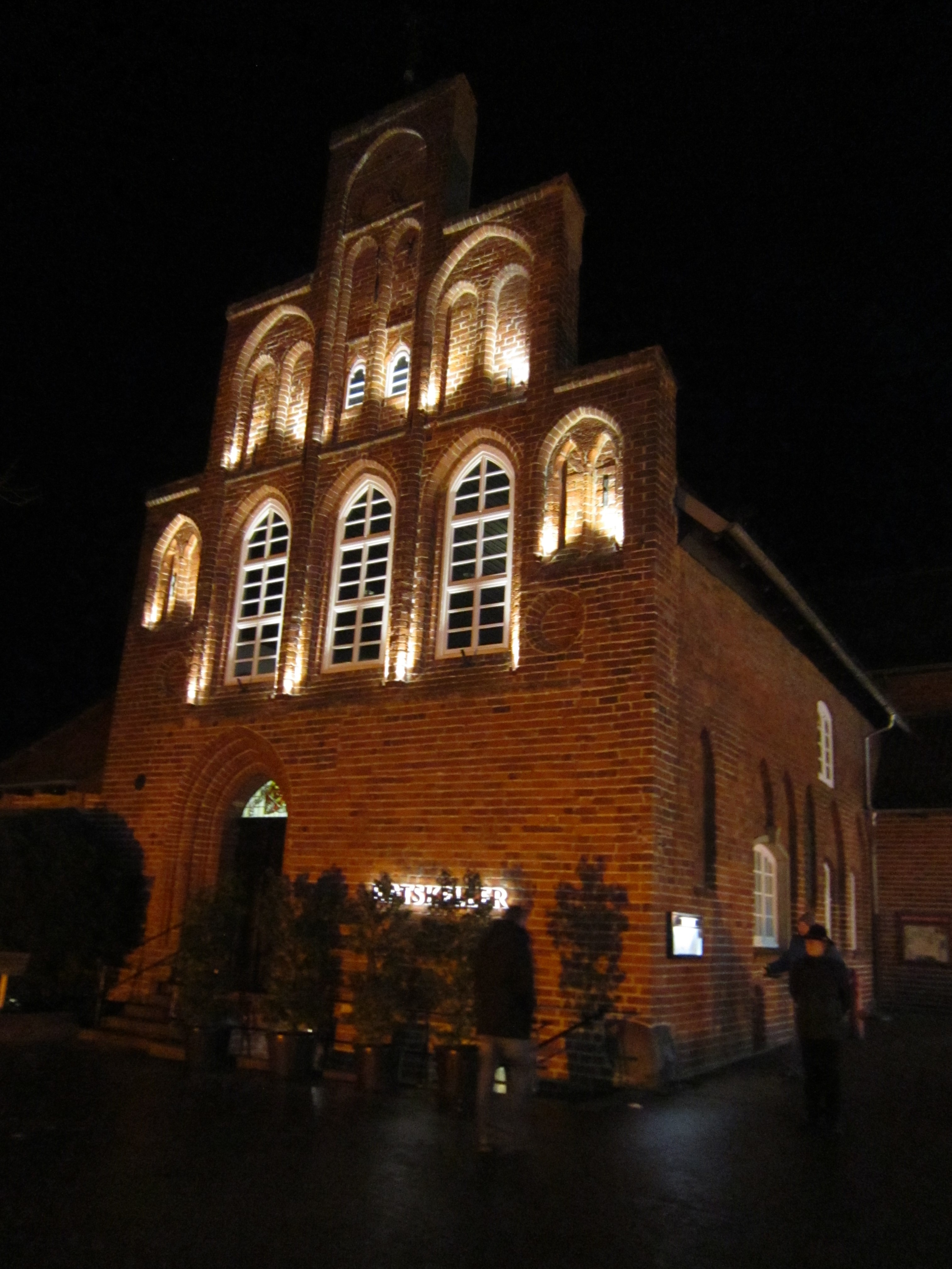
Oude raadhuis in Wildeshausen
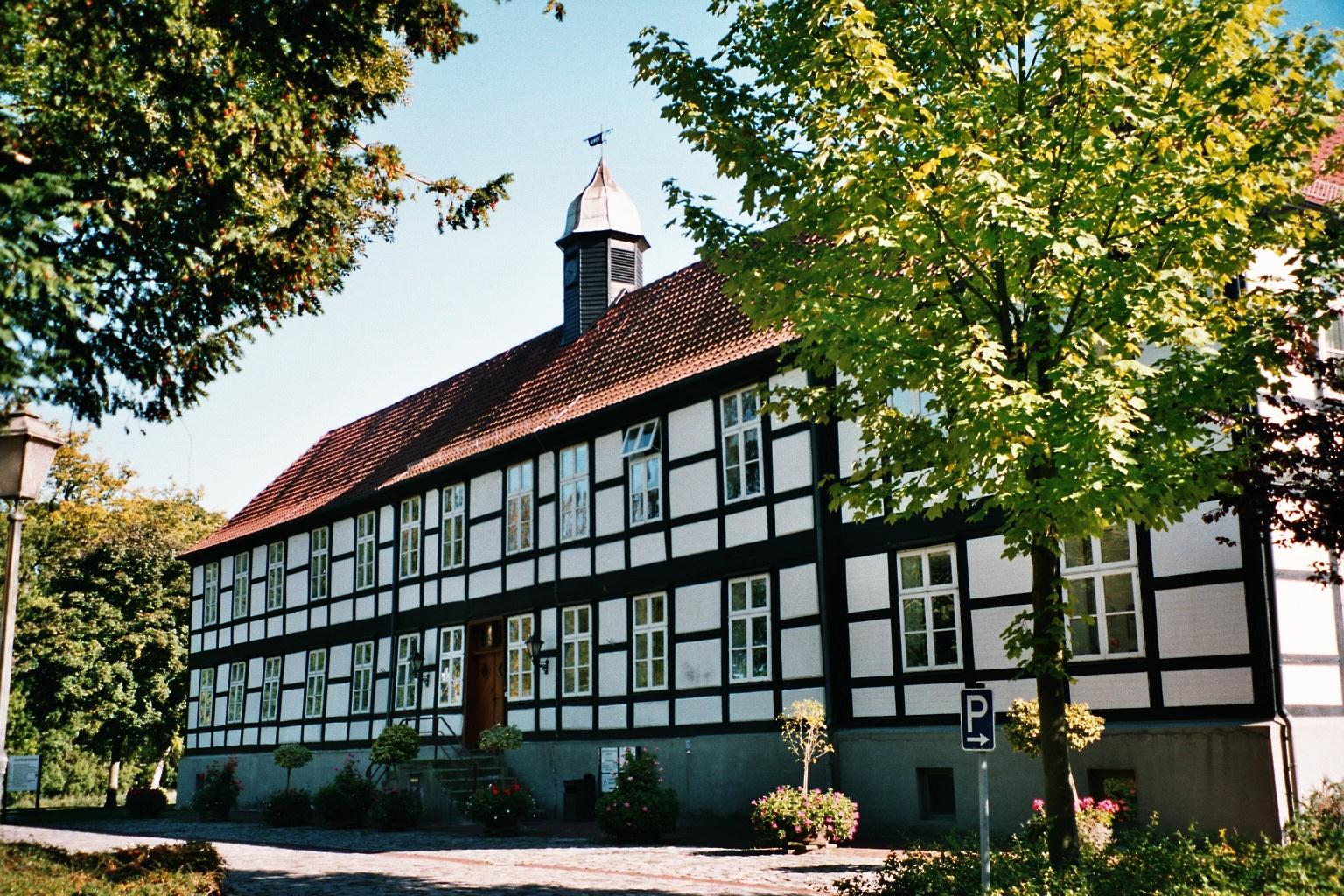
Amtshof  in Harpstedt
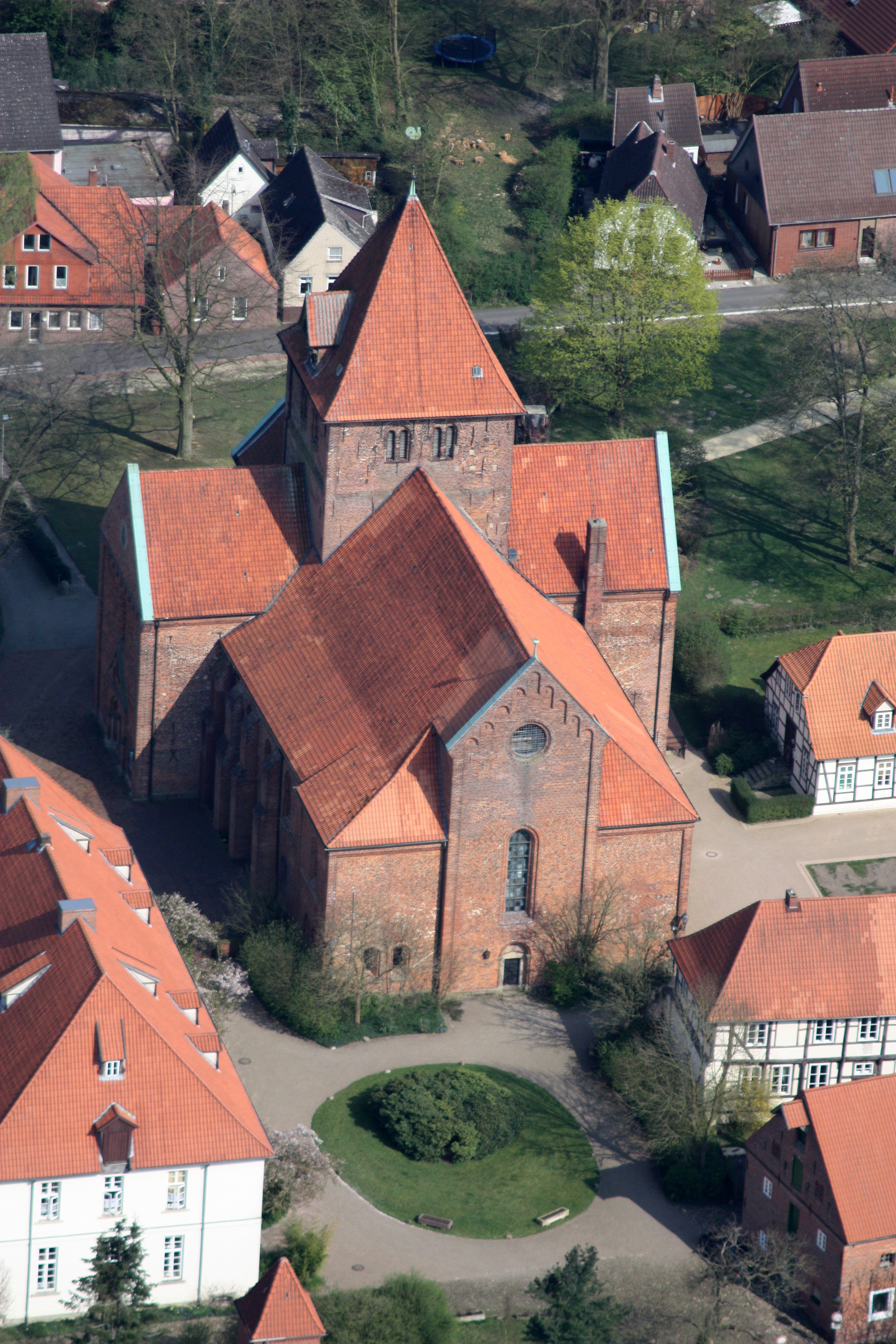
Stift Bassum
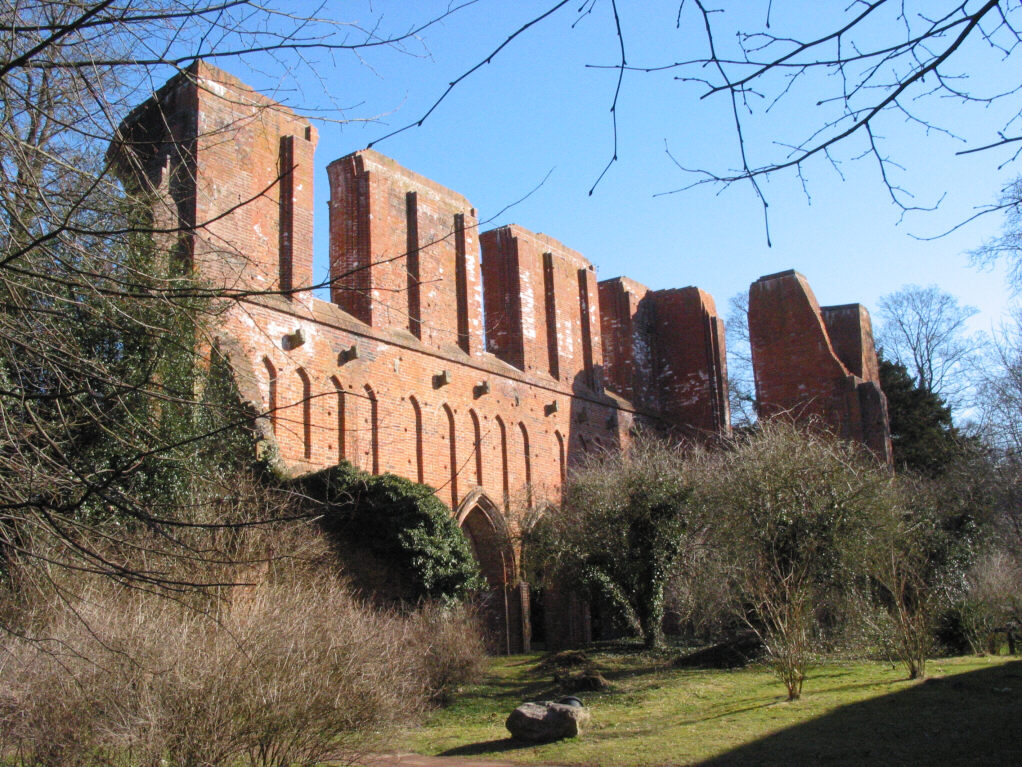
Kloosterruïne Hude
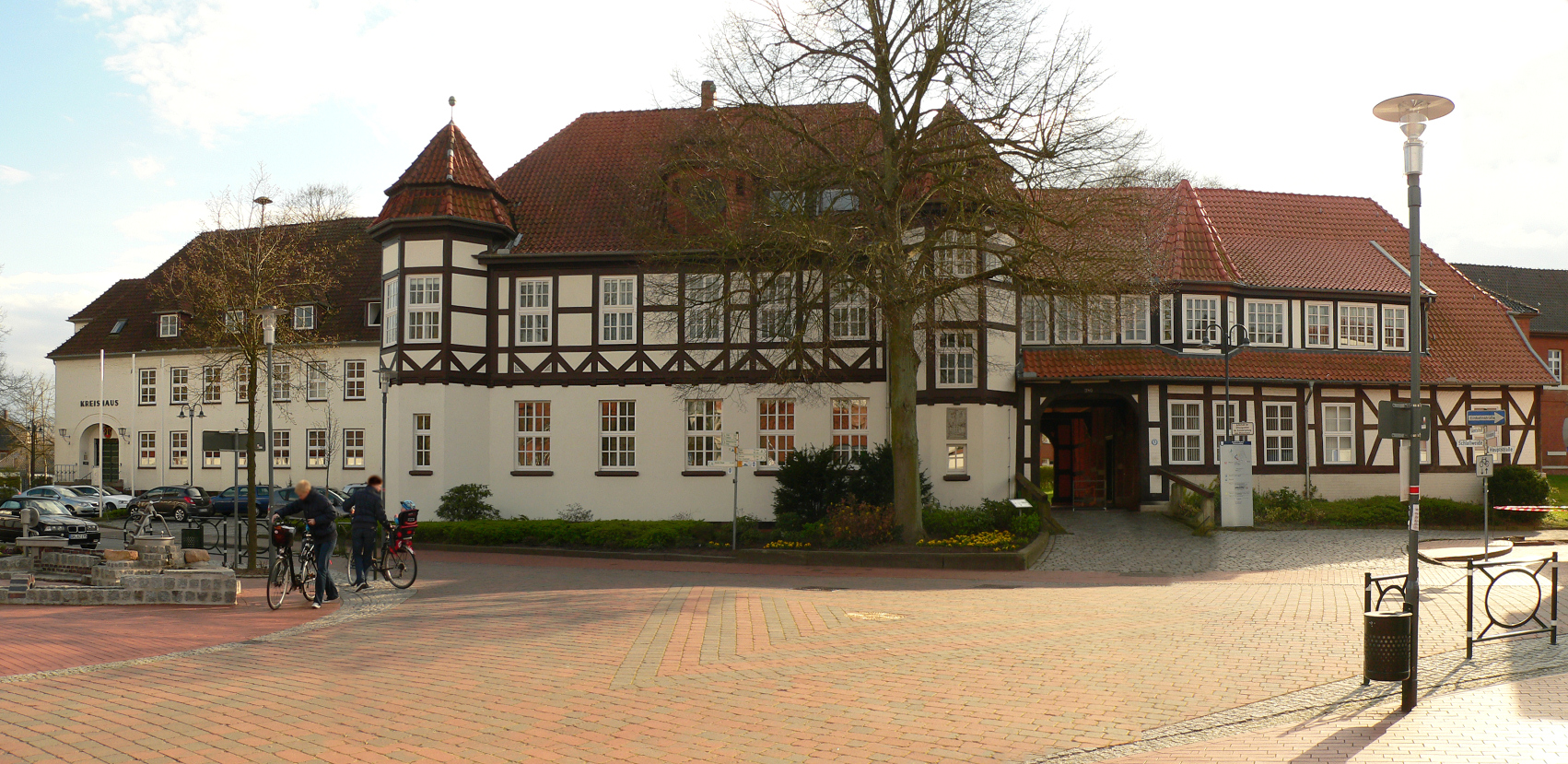
Amtshof Syke
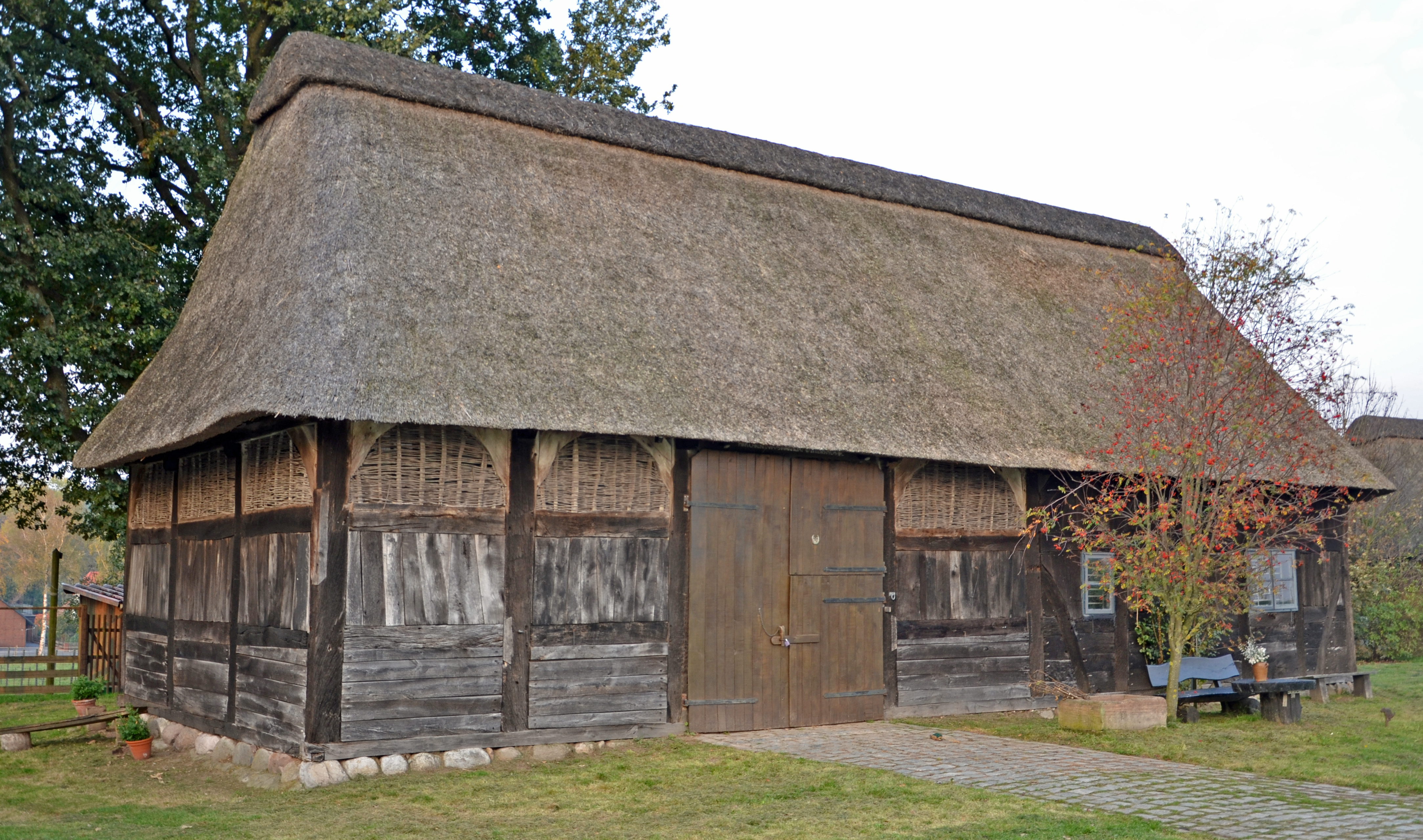
Schuur in  Neubruchhausen
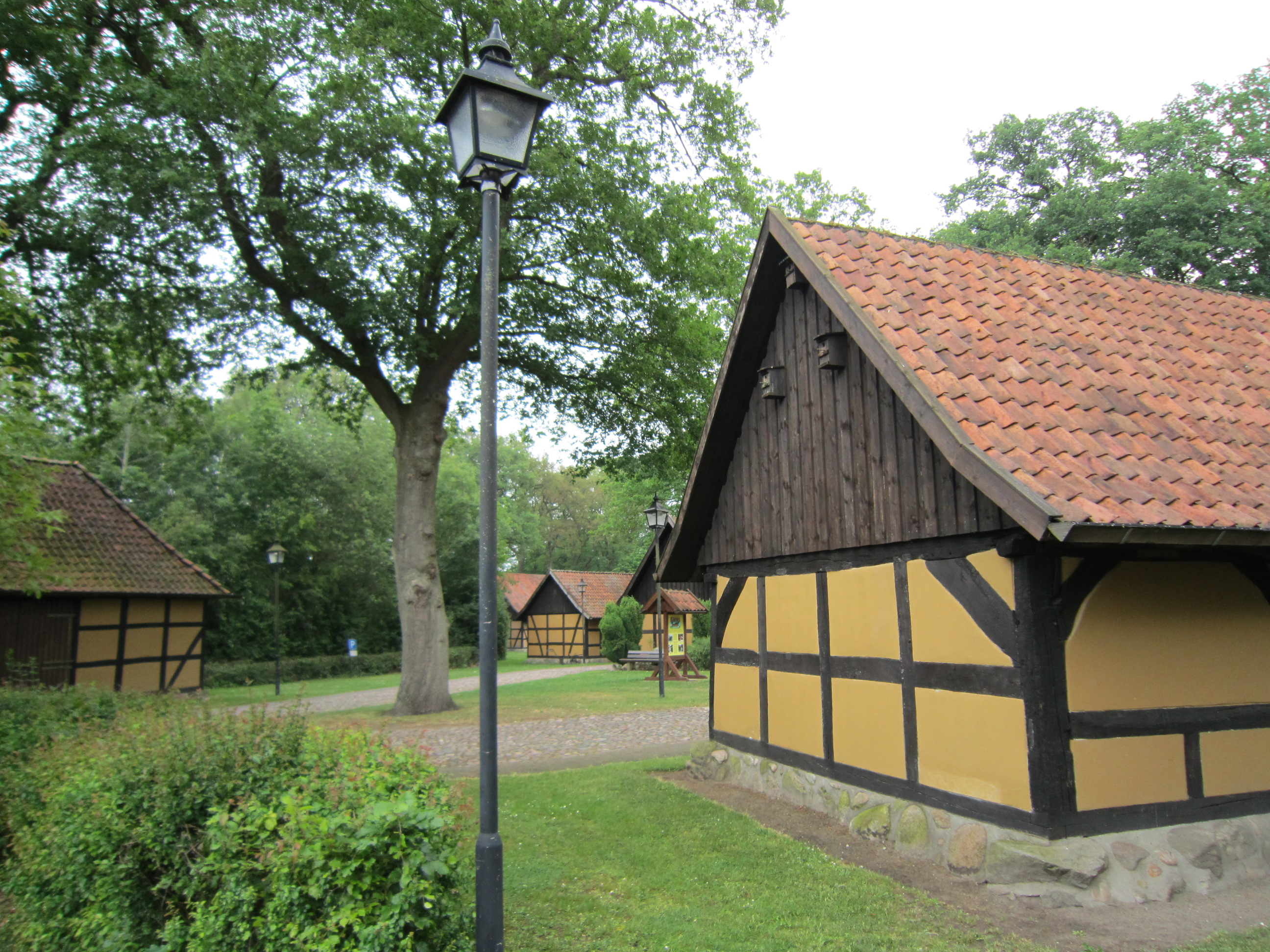
Schuur in Harpstedt
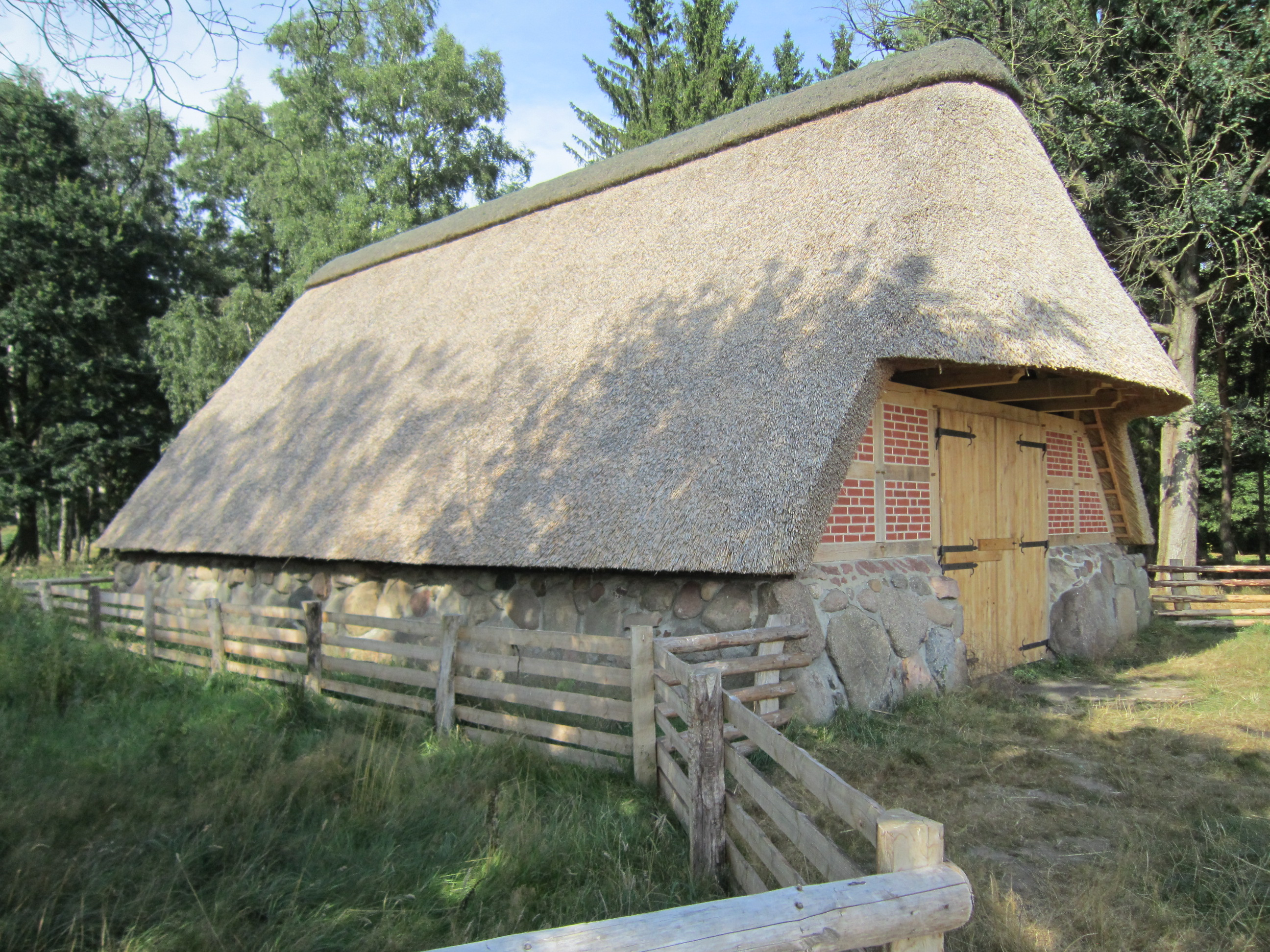
Schaapskooi bij het Pestruper Grafveld
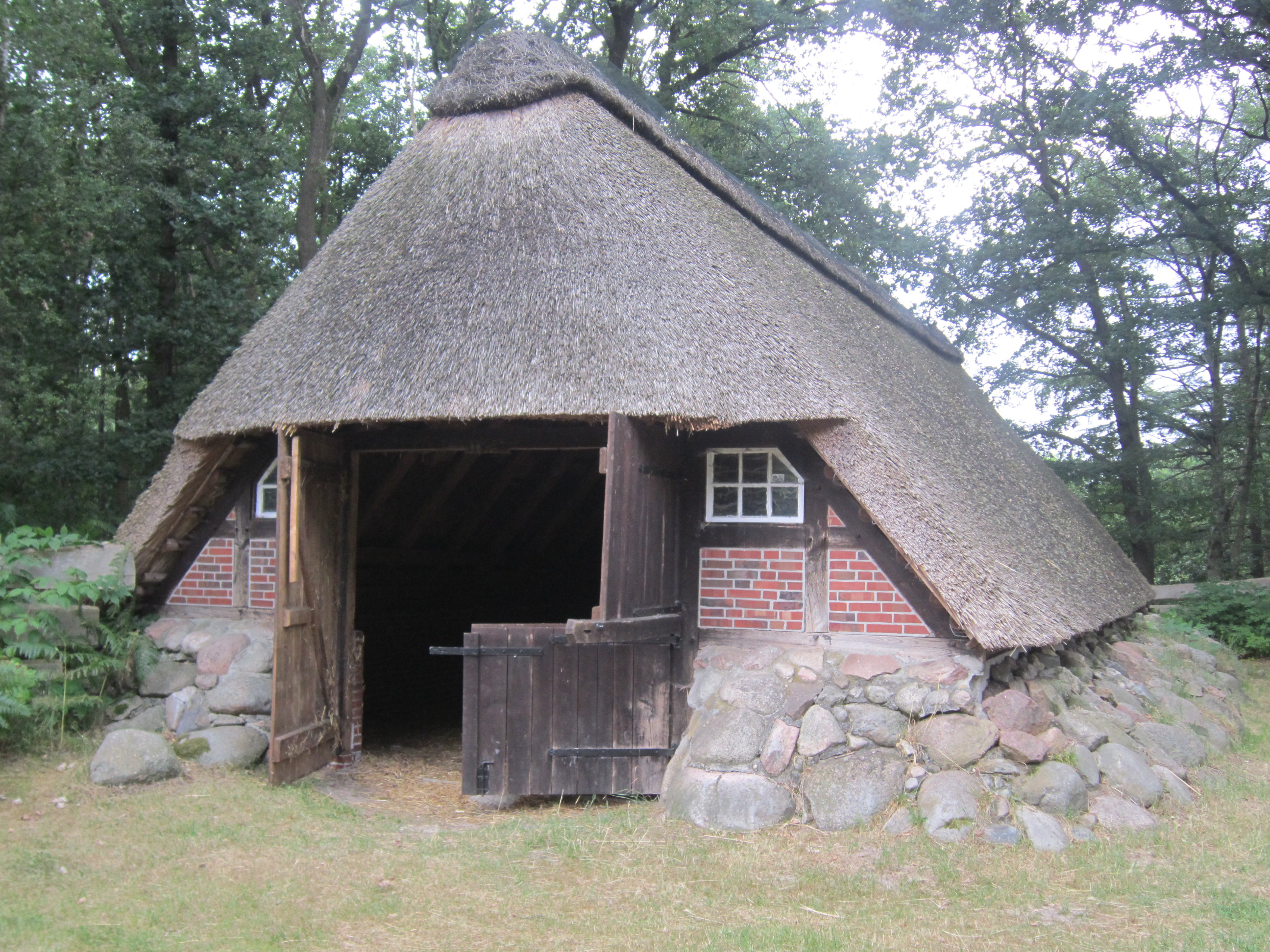
Schaapskooi  Lethe Heide in Bissel

### Diverse afbeeldingen

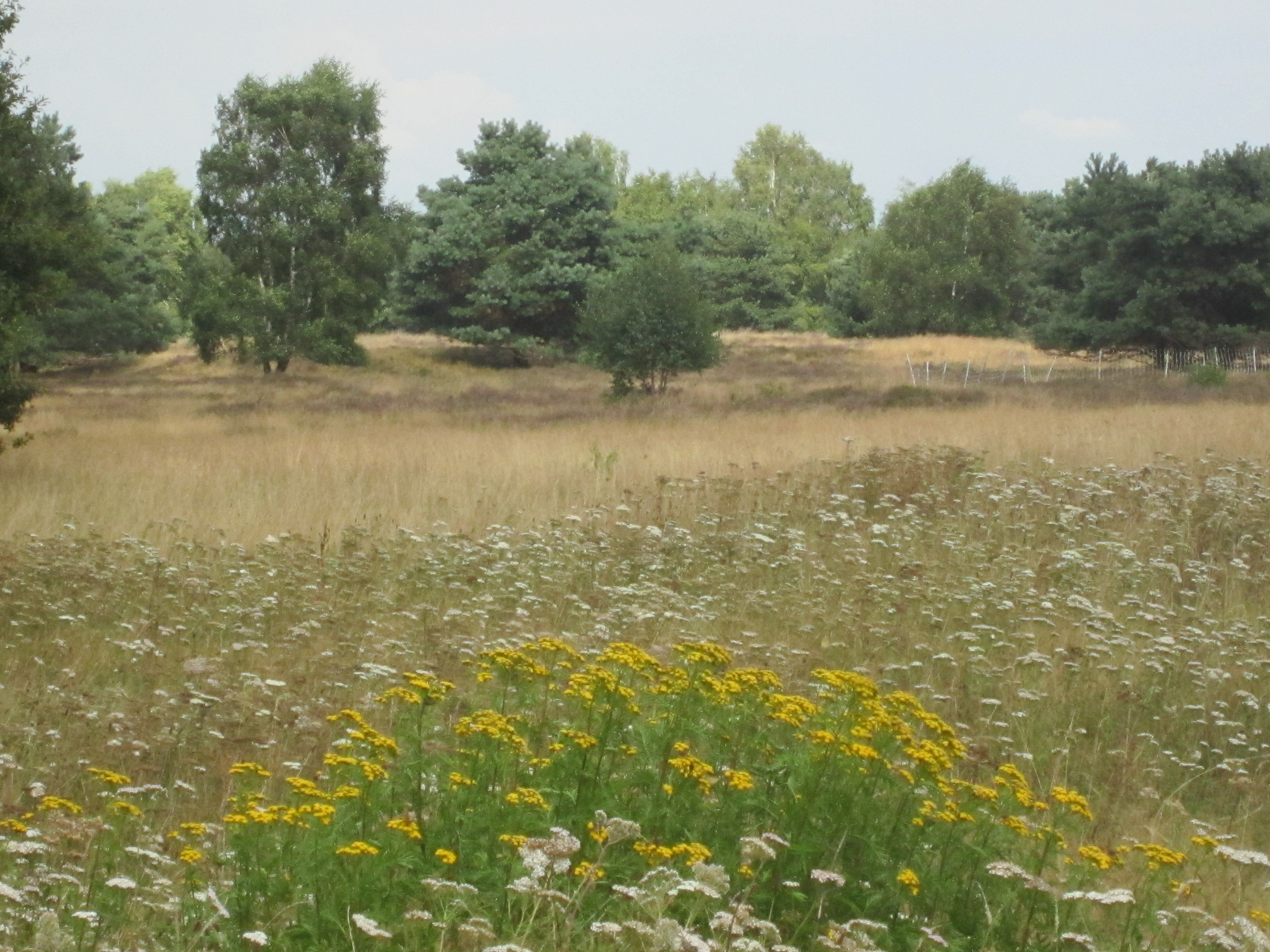
Natuurreservaat 'Sager Meere, Kleiner Sand und Heumoor
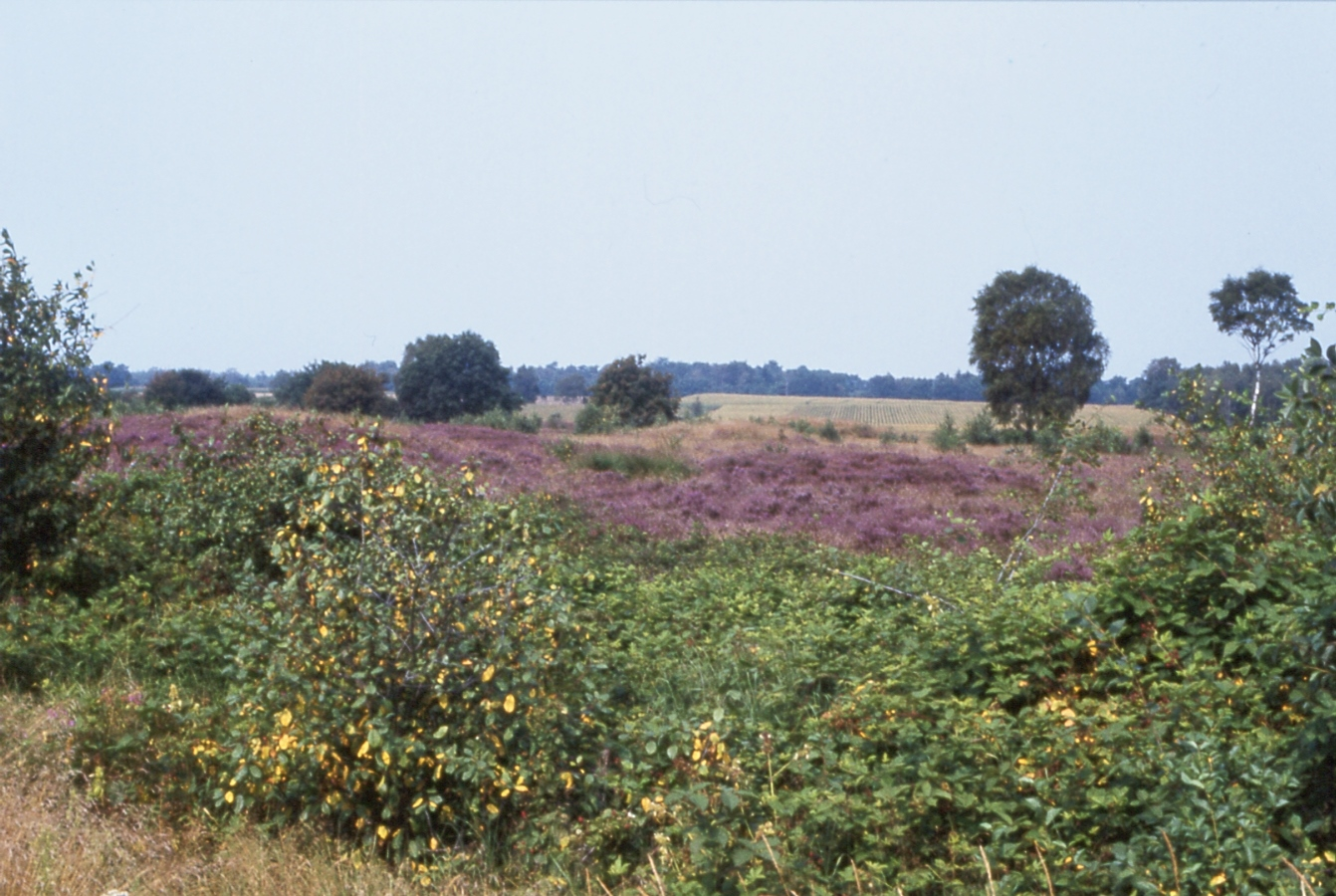
Heide bij Großenkneten
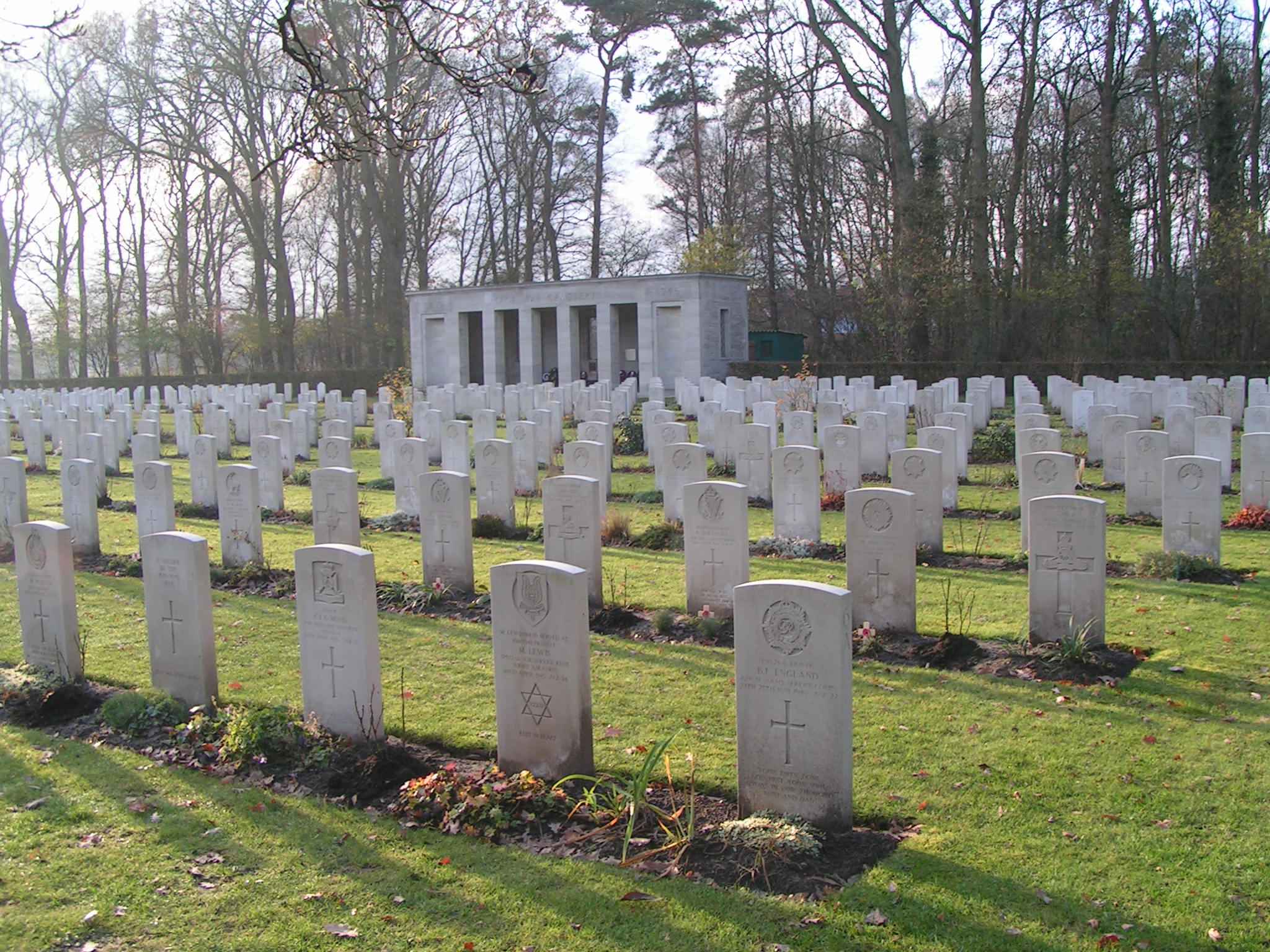
"Sage War Cemetery",  Brits oorlogskerkhof WO II
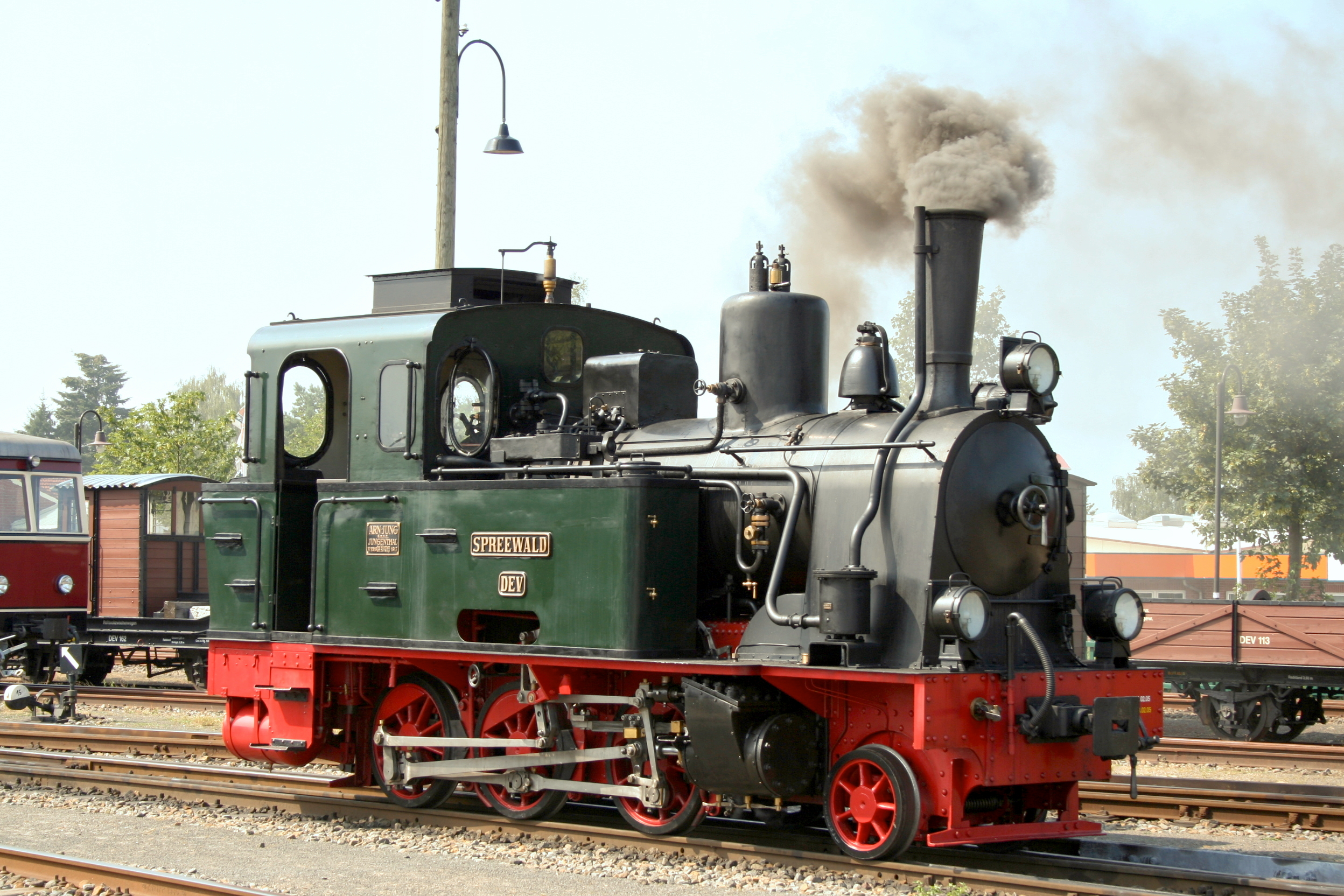
Stoomlocomotief „Spreewald“ op station Bruchhausen
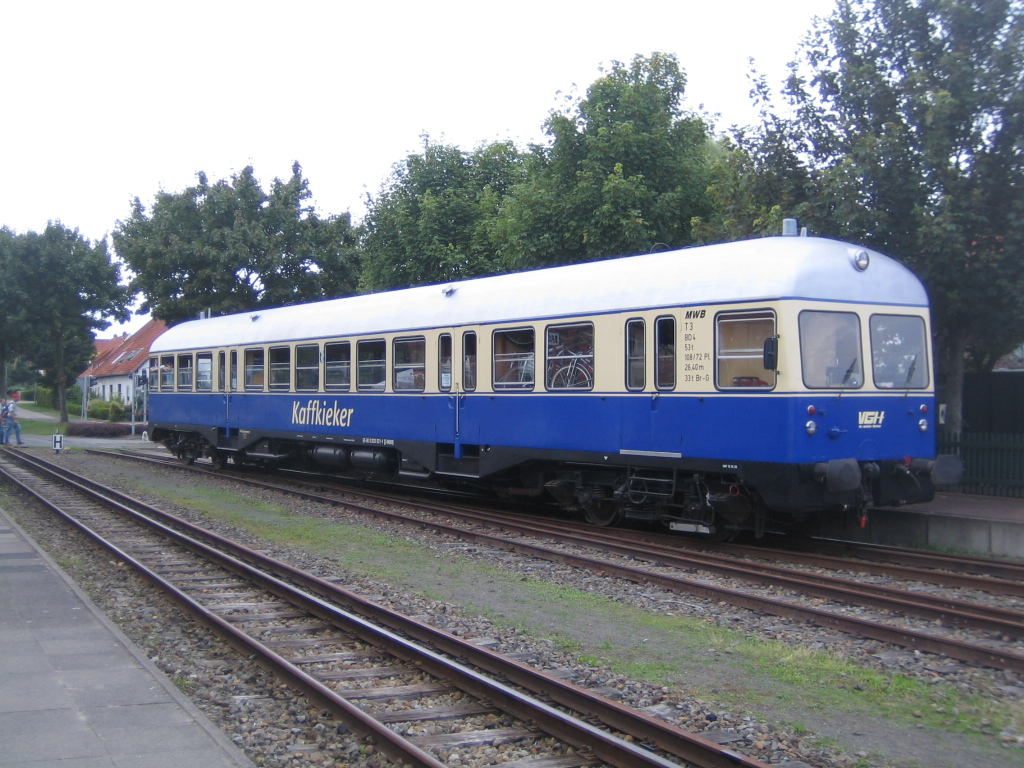
Kaffkieker (rechts), bijzondere spoorrails (links)
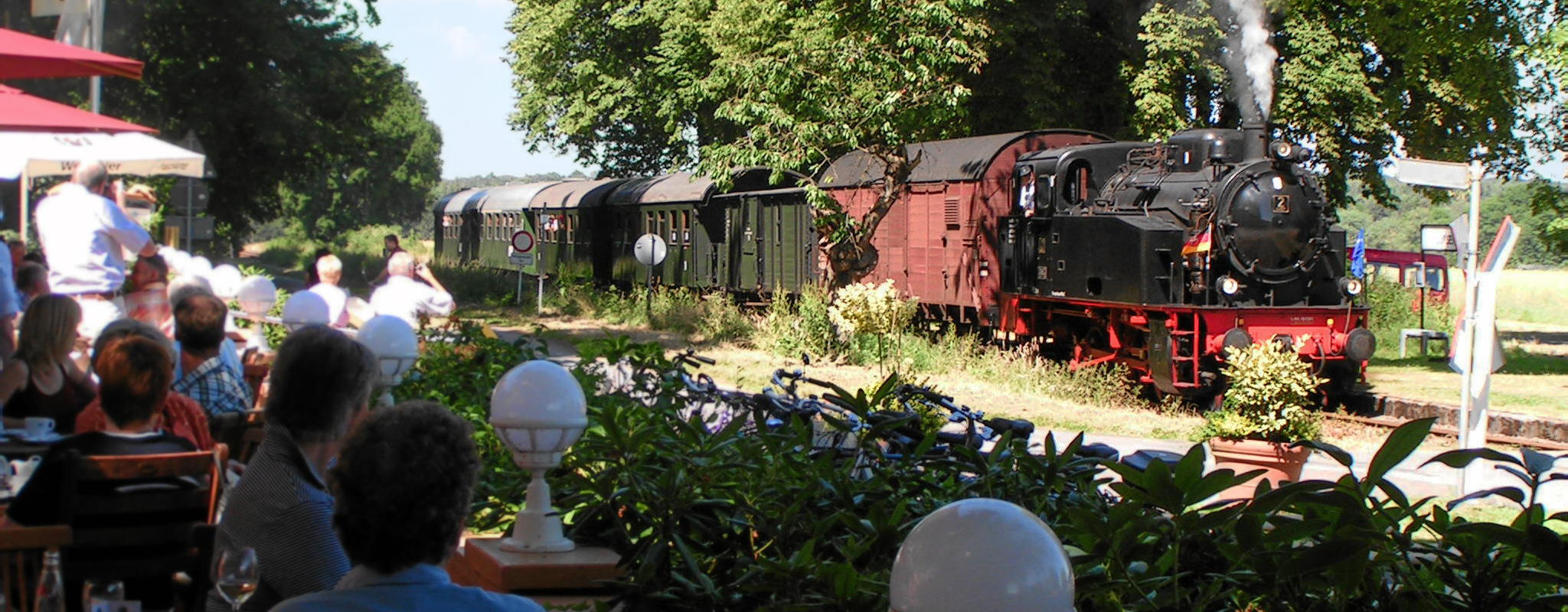
Museumspoorlijn Jan Harpstedt in Dünsen

- Gemeinsame Normdatei: 4509552-8
- Virtual International Authority File: 246277435